# Maharashtra
Le Maharashtra (en marathi : महाराष्ट्र, Mahārāṣṭra, /məɦaːˈɾaːʂʈɾə/) est un État de l'ouest de l'Inde créé en 1960, sur des bases linguistiques.
Sa population était de 112 372 972 habitants en 2011, ce qui le classe comme deuxième État le plus peuplé d'Inde. Seulement onze pays dans le monde ont une population plus importante. Sa capitale est Mumbai, la capitale économique et la plus grande ville d'Inde.
C'est l'État qui reçoit le plus d'investissements étrangers directs. Il produit 32 % des exportations indiennes.

## Histoire
- -230 à 225 : gouverné par les Satavahana
- 250 à 525 : Les Vakatakas placent Vidharba sous leur contrôle.
- 550 à 760 : gouverné par les Chalukyas
- 640 : le pèlerin chinois Xuanzang (Hiun Tsang) visite le Maharashtra et le déclare Mo-ho-lo-cha
- 973 : fin du règne des Rashtrakuta
- 973 à 1180 : gouverné par les Chalukyas à nouveau
- 1189 à 1310 : Les Yadavas de Deogiri en ont le contrôle
- 1296 : Alla-ud-din Khilji, le premier sultan musulman du nord pénètre le Deccan, défait les Yadavas et emporte un large butin
- 1310 à 1347 : début de l'occupation musulmane sous l'impulsion du sultanat de Delhi
- 1347 : occupation par la sultanat de Bahmani
- 1490 : fondation du sultanat de Bijapur par la dynastie Adil Shahi
- 1658 - 1674 : soulèvement des Marathes (hindous) contre les puissances musulmanes de la région sous l'impulsion de Shivaji Bhonsle — période de rébellion contre l'Empire moghol
- 1674 : Fondation du Royaume Marathe, royaume indépendant hindou, qui deviendra le puissant Empire marathe.
- 3 juin 1818 : Bajirao II, Peshwâ et dirigeant effectif de l'Empire Marathe, est soumis par les Britanniques
- 28 mai 1883 : naissance de Vinayak Damodar Savarkar (appelé Vir ou Veer Savarkar) à Bhagur, personnalité politique indienne qui a développé une idéologie nationaliste qu'il a appelé l'Hindutva
- 19 mai 1910 : naissance de Nathuram Vinayak Godse à Baramati nationaliste hindou, auteur de l'assassinat du leader indépendantiste indien Mohandas Karamchand Gandhi
- 15 août 1947 : les Britanniques accordent l'indépendance aux Indes
- 1er novembre 1956 : l'État de Bombay est formé : le Maharashtra en constitue une partie.
- 1er mai 1960 : situation actuelle.

## Géographie
Le Maharashtra abrite plusieurs aires protégées dont certaines sont des réserves de tigres. Sur les 92 parcs nationaux indiens en 2004, cinq se situaient dans cet État et plus particulièrement dans la région de Vidarbha.
- Le parc national de Chandoli, situé sur le district de Sangli possède une biodiversité élevée. Les célèbres Fort de Prachitgad, le barrage de Chandoli et des chutes d'eau spectaculaires se situent également près du parc.

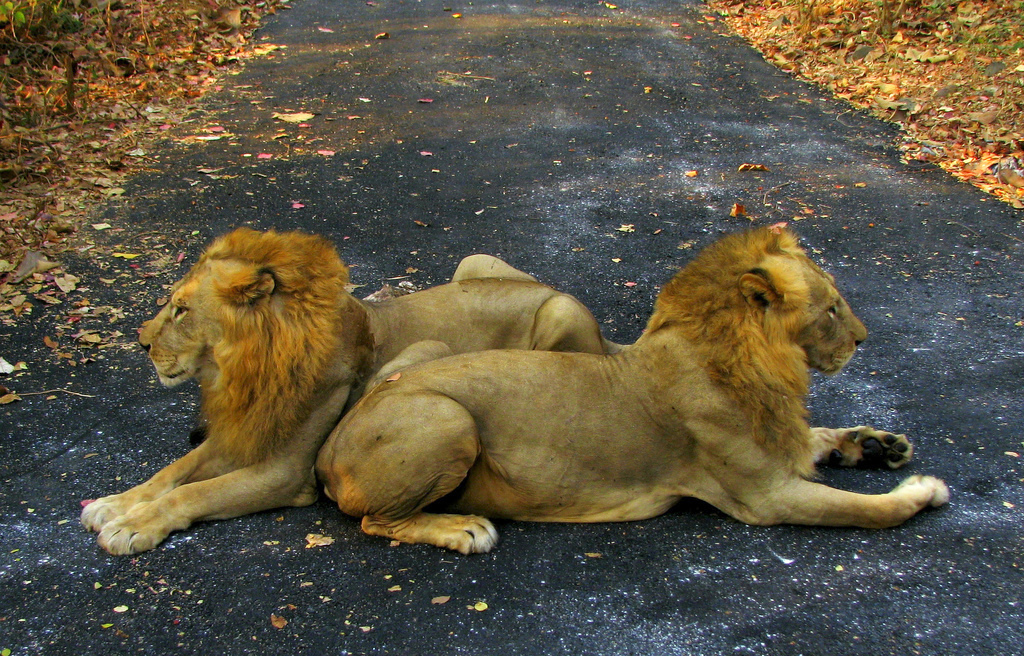
Lions d'Asie du parc national Sonjay, près de Bombay

- Le parc national de Gugamal connu également sous le nom de réserve à tigre de Melghatest situé dans le district d'Amravati à 80 km de la ville du même nom.
- Le parc national de Navegaon, situé près de Nagpur dans l'est de la région de Vidarbha est le foyer de nombreuses espèces d'oiseau, de cervidés, ours, panthères.
- Le parc national de Pench, dans le district de Nagpur, déborde dans le Madhya Pradesh. Il est devenu une Tiger Réserve.
- Le parc national Sanjay Gandhi ou Parc national de Borivali se situe à côté de Bombay. C'est le plus grand parc du monde à la périphérie d'une métropole. La hill station de Matherann Gilbert Hill, à la périphérie de Bombay également, a été déclaré par le gouvernement indien comme éco-sensible.
- Sagareshwar Wildlife Sanctuary, situé à 30 km de Sangli, est une attraction majeure du district de Sagareshwar car en outre sa nature, on y trouve un vieux temples à Shiva et le temple Jain de Parshwanath.
- Le parc national de Tadoba, une importante réserve, déclaré réserve à tigres à 40 km de Chandrapur dans le Vidarbha.

En outre, il existe 35 sanctuaires de vie sauvage répartis sur l'État, les réserves de Nagzira dans le district de Bhandara, le Phansad Wildlife Sanctuary, le Koyna Wildlife Sanctuary en sont les plus importants.
L’État est touché par une forte canicule et sécheresse en juin 2019, avec des températures dépassant les 45 degrés, affectant 25 millions de personnes. Des centaines de villages sont abandonnés par leurs habitants.

## Politique
| No | Identité                                      | Période          | Période          | Durée                      |
| No | Identité                                      | Début            | Fin              | Durée                      |
| -- | --------------------------------------------- | ---------------- | ---------------- | -------------------------- |
| 1  | Sri Prakasa (en) (1890 - 1971)                | 10 décembre 1956 | 16 avril 1962    | 5 ans, 4 mois et 6 jours   |
| 2  | P. Subbarayan (en) (1889 - 1962)              | 17 avril 1962    | 6 octobre 1962   | 5 mois et 19 jours         |
| 3  | Vijaya Lakshmi Pandit (1900 - 1990)           | 28 novembre 1962 | 18 octobre 1964  | 1 an, 10 mois et 20 jours  |
| 4  | P. V. Cherian (en) (1893 - 1969)              | 14 novembre 1964 | 8 novembre 1969  | 4 ans, 11 mois et 25 jours |
| 5  | Ali Yavar Jung (en) (1906 - 1976)             | 26 février 1970  | 11 décembre 1976 | 6 ans, 9 mois et 15 jours  |
| 6  | Sri Sadiq Ali (en) (1910 - 2001)              | 30 avril 1977    | 30 novembre 1980 | 3 ans et 7 mois            |
| 7  | Om Prakash Mehra (en) (1919 - 2015)           | 3 novembre 1980  | 5 mars 1982      | 1 an, 4 mois et 2 jours    |
| 8  | Idris Hasan Latif (en) (1923 - 2018)          | 6 mars 1982      | 16 avril 1985    | 3 ans, 1 mois et 10 jours  |
| 9  | Kona Prabhakara Rao (en) (1916 - 1990)        | 31 mai 1985      | 2 avril 1986     | 10 mois et 2 jours         |
| 10 | Shankar Dayal Sharma (1918 - 1999)            | 3 avril 1986     | 2 septembre 1987 | 1 an, 4 mois et 30 jours   |
| 11 | Kasu Brahmananda Reddy (en) (1909 - 1994)     | 12 février 1988  | 18 janvier 1990  | 1 an, 11 mois et 6 jours   |
| 12 | Chidambaram Subramaniam (en) (1910 - 2000)    | 5 février 1990   | 9 janvier 1993   | 2 ans, 11 mois et 4 jours  |
| 13 | P. C. Alexander (en) (1921 - 2011)            | 12 janvier 1993  | 13 juillet 2002  | 9 ans, 6 mois et 1 jour    |
| 14 | Mohammed Fazal (en) (1922 - 2014)             | 10 octobre 2002  | 5 décembre 2004  | 2 ans, 1 mois et 25 jours  |
| 15 | S. M. Krishna (1932 - 2024)                   | 6 décembre 2004  | 8 mars 2008      | 3 ans, 3 mois et 2 jours   |
| 16 | S. C. Jamir (en) (né en 1931)                 | 19 juillet 2008  | 21 janvier 2010  | 1 an, 6 mois et 2 jours    |
| 17 | K. Sankaranarayanan (en) (1932 - 2022)        | 22 janvier 2010  | 26 août 2014     | 4 ans, 7 mois et 4 jours   |
| 18 | Chennamaneni Vidyasagar Rao (en) (né en 1942) | 30 août 2014     | 4 septembre 2019 | 5 ans et 5 jours           |
| 19 | Bhagat Singh Koshiyari (en) (né en 1942)      | 5 septembre 2019 |                  |                            |

## Divisions et régions

### Divisions administratives

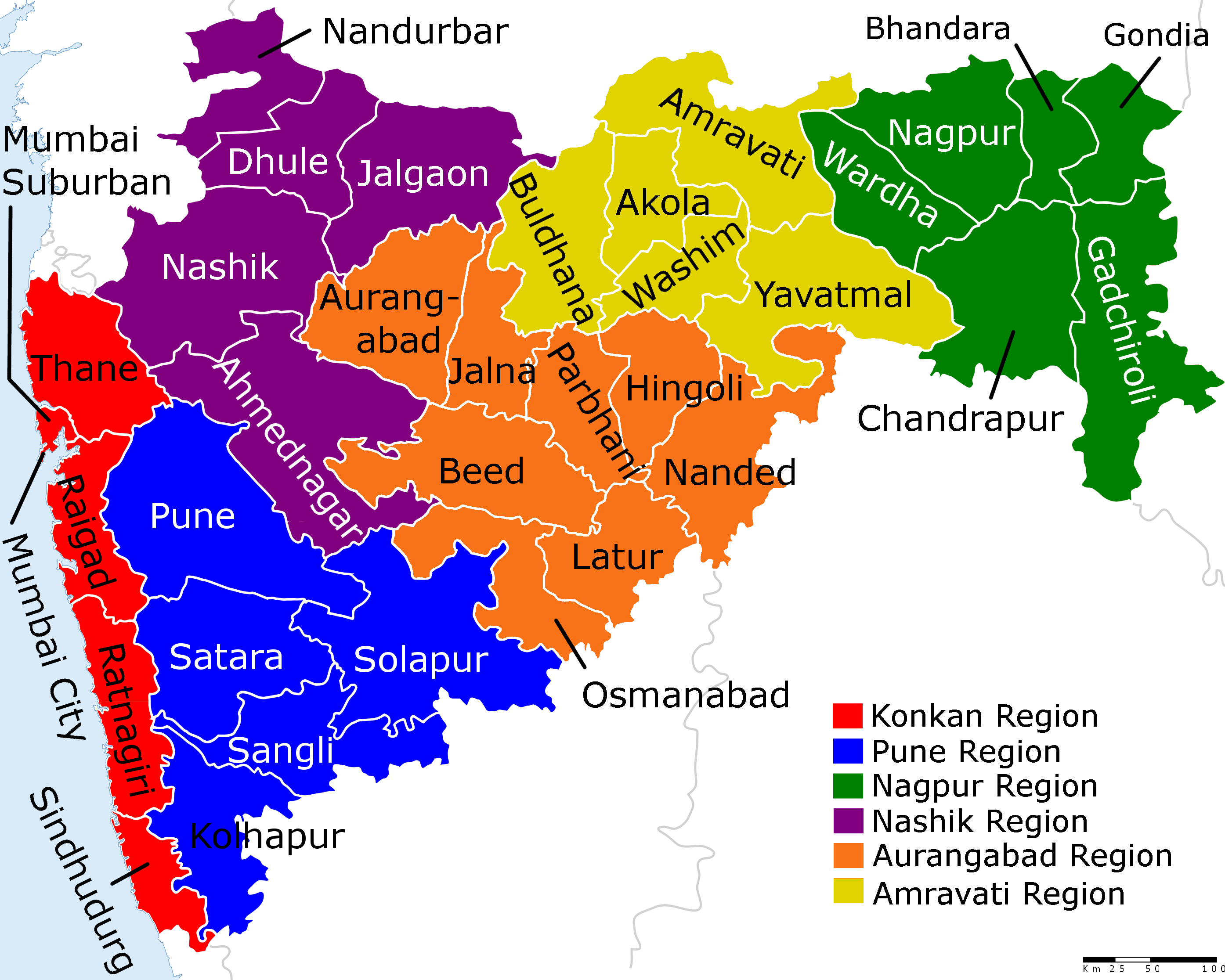
Les 35 districts et les 6 divisions du Maharashtra.

Le Maharashtra est divisé en 35 districts regroupés en 6 divisions territoriales :
| Divisions                              | Districts |
| -------------------------------------- | --- |
| Division de Konkan (Mumbai)            | District de Mumbai-ville, District de Mumbai-banlieue (Mumbai Upanagar), District de Thane, District de Raigad, District de Ratnagiri, District de Sindhudurg     |
| Division de Pune (Western Maharashtra) | District de Pune, District de Satara, District de Sangli, District de Solapur, District de Kolhapur                                                               |
| Division de Nashik (Khandesh)          | District de Nashik, District de Dhule, District de Jalgaon, District d'Ahmadnagar, District de Nandurbar                                                          |
| Division d'Aurangabad (Marathwada)     | District d'Aurangabad, District de Jalna, District de Latur, District de Nanded, District d'Osmanabad, District de Parbhani, District de Hingoli, District de Bid |
| Division d'Amravati (Vidarbha)         | District d'Amravati, District d'Akola, District de Washim, District de Buldana, District de Yavatmal                                                              |
| Division de Nagpur (Vidarbha)          | District de Nagpur, District de Chandrapur, District de Wardha, District de Bhandara, District de Gondiya, District de Gadchiroli                                 |

### Régions
Géographiquement et historiquement, le Maharashtra est formé de cinq régions:
| Régions    | Divisions correspondantes                                                                        |
| ---------- | ------------------------------------------------------------------------------------------------ |
| Vidarbha   | Division de Nagpur et Division d'Amravati                                                        |
| Marathwada | Division d'Aurangabad                                                                            |
| Khandesh   | Division de Nashik                                                                               |
| Desh       | Division de Pune                                                                                 |
| Konkan     | Division de Konkan – (comprenant le District de Mumbai-ville et le District de Mumbai-banlieue). |

## Démographie

### Évolution démographique
| 1951       | 1961       | 1971       | 1981       | 1991       | 2001       | 2011        |
| ---------- | ---------- | ---------- | ---------- | ---------- | ---------- | ----------- |
| 32 003 000 | 39 554 000 | 50 412 000 | 62 783 000 | 78 937 000 | 96 879 000 | 112 373 000 |

### Principales villes du Maharashtra
| Ville               | population (estimation 2010) |
| ------------------- | ---------------------------- |
| Bombay              | 15 200 000                   |
| Pune                | 3 446 330                    |
| Nagpur              | 244 763                      |
| Thane               | 1 807 616                    |
| Pimpri Chinchwad    | 1 637 905                    |
| Nasik               | 1 585 444                    |
| Kalyan              | 1 342 842                    |
| Navi Mumbai         | 1 268 784                    |
| Vasai-Virar         | 1 221 233                    |
| Aurangâbâd          | 1 208 285                    |
| Solapur             | 1 163 734                    |
| Mira-Bhayandar      | 98 572                       |
| Bhiwandi            | 865 577                      |
| Amravati            | 674 673                      |
| Ulhasnagar          | 5 757                        |
| Kolhapur            | 570 102                      |
| Sangli-Miraj-Kupwad | 565 170                      |
| Nanded              | 559 268                      |
| Jalgaon             | 515 985                      |
| Malegaon            | 467 197                      |
| Akola               | 46 582                       |
| Ahmadnagar          | 455 813                      |
| Latur               | 418 391                      |
| Dhule               | 398 922                      |
| Chandrapur          | 350 272                      |
| Nalasopara          | 340 512                      |
| Parbhani            | 330 661                      |
| Jalna               | 297 927                      |
| Ichalkaranji        | 294 731                      |
| Navghar-Manikpur    | 116 700                      |
| Bhusawal            | 195 704                      |
| Bid                 | 161 604                      |
| Yavatmal            | 129 358                      |
| Gondiya             | 128 777                      |

## Économie

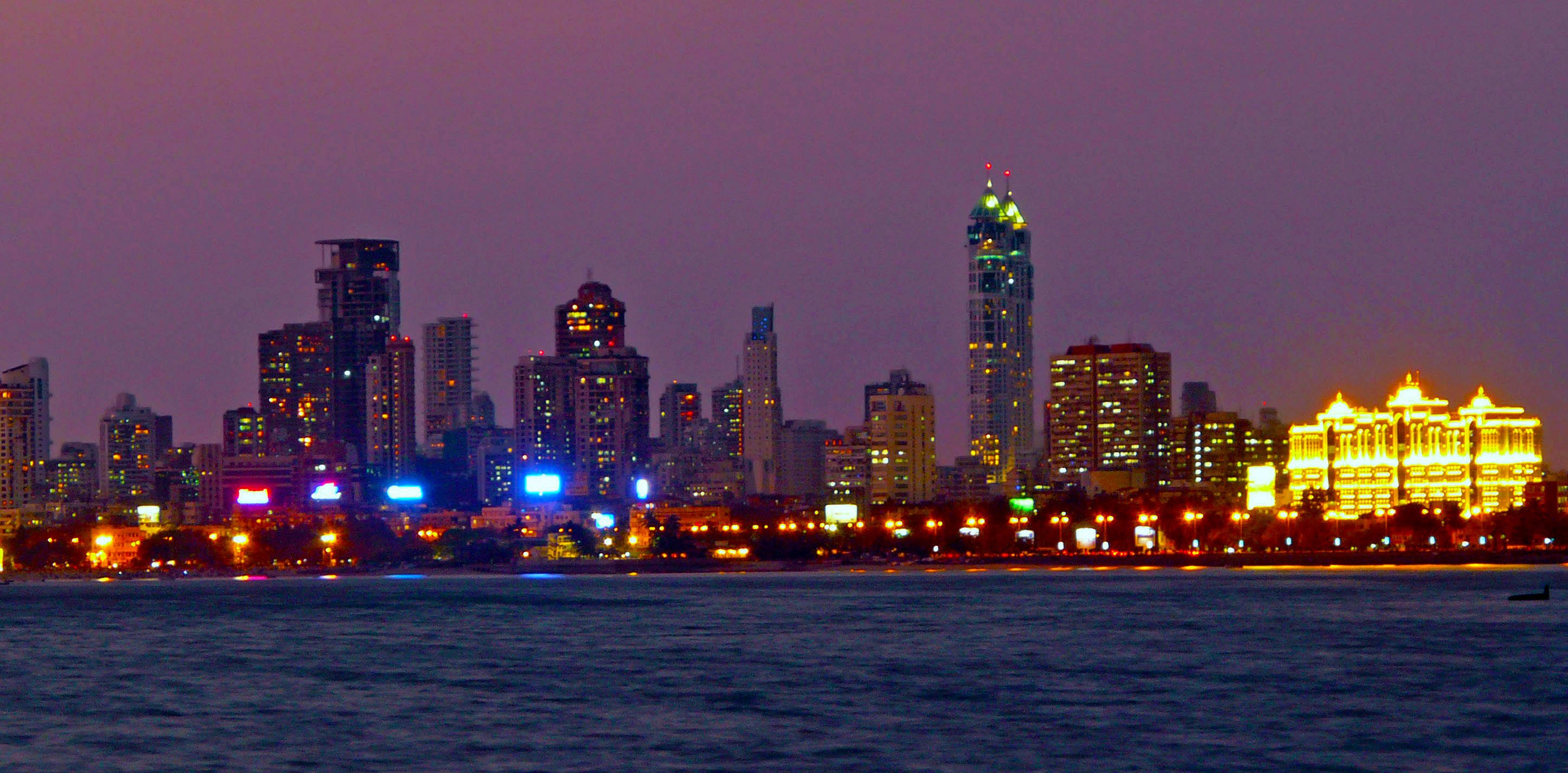
Le Nariman Point est le quartier d'affaires de Bombay.

### Évolution du PIB
| Année | PIB millions de ₹ |
| ----- | ----------------- |
| 1980  | 166 310 ₹         |
| 1985  | 296 160 ₹         |
| 1990  | 664 330 ₹         |
| 1995  | 1 578 180 ₹       |
| 2000  | 2 386 720 ₹       |
| 2005  | 6 759 150 ₹       |
| 2011  | 12 076 732 ₹      |

En 2004, le Maharashtra avait un produit intérieur brut estimé à 106 milliards de dollars. Le Maharastra est le deuxième état le plus urbanisé d'Inde avec une population urbaine de 42 %.

### L'économie du Maharashtra
Le Maharashtra est l'état le plus industriel d'Inde contribuant à hauteur de 15 % de la production nationale et à plus de 40 % du PNB de l'Inde.
Environ 64.14 % des habitants sont employés dans l'agriculture et activités connexes mais environ 46 % du PIB est produit par l’activé industrielle.
Les industries principales du Maharashtra sont la chimie, les machines, le textile, les produits issus du pétrole.
On compte aussi la métallurgie, le vin, la joaillerie, les produits pharmaceutiques, les biens d'ingénierie, les machines-outils, le moulages d'acier et de fer et la plasturgie.
L'agriculture vivrière produit mangues, raisin, bananes, oranges, blé, riz, sorghum, bajra, et légumes secs.
L'agriculture produit pour la vente  arachide, coton, canne à sucre, curcuma et tabac.
La superficie irriguée totale s'élève à 33 500 km2.
Bombay, la capitale de l'État, abrite le siège de presque toutes les grandes banques, institutions financières, compagnies d'assurance et fonds communs de placement.
À Bombay est également situé Bollywood, le centre de l'industrie cinématographique et télévisuelle hindie.
La plus grande bourse d'Inde est la bourse de Bombay, la plus ancienne en Asie.
Après le succès des technologies de l'information dans les États voisins, le Maharashtra a mis en place des parcs à logiciel à Pune, Bombay, Navi Mumbai, Nagpur et Nasik, faisant du Maharashtra le deuxième plus grand exportateur de logiciels (20 % des exportations de l'Inde) avec plus de 1 200 sociétés de logiciel.
Le Maharashtra se classe au premier rang du pays en électricité thermique à base de charbon ainsi qu'en production d'électricité nucléaire avec des parts de marché de respectivement plus de 13 % et 17 %.
Le Maharashtra a mis également en place la culture du jatropha et a commencé un projet pour identifier des sites appropriés pour les plantations de jatropha.
Chaque année, environ 1,4 million de saisonniers sont engagés pour la coupe de la canne à sucre au Maharashtra. D'après un réseau d'ONG spécialisées dans la lutte pour les droits des femmes : « Les coupeurs de canne vivent dans des conditions misérables, sans eau potable ni sanitaires dans leurs abris de fortune. [...] les femmes sont particulièrement vulnérables : leur corps est non seulement exploité mais il est aussi contrôlé. On note une hausse du nombre d’hystérectomie effectuées sur les coupeuses de canne et un pic juste avant le début de la récolte. » Ainsi, selon deux enquêtes, 36 % des travailleuses de la ville de Bid ont subi une ablations de l’utérus (ce qui est très élevé en comparaison de la moyenne régionale de 2,6% et nationale de 3,2%). L'objectif poursuivi par les entrepreneurs sucriers est d'obtenir une plus grande productivité de la part de leurs salariées qui peuvent alors travailler de façon ininterrompue.
Entre 2015 et 2018, plus de 12 000 paysans se sont suicidés au Maharashtra, le plus souvent à cause de l’endettement.

## Transports

### Transport aérien
Le Maharahstra compte sept aéroports, dont deux dans sa capitale Mumbai : l’aéroport international Chhatrapati Shivaji et l’aéroport domestique Santa Cruz. D’autres villes sont également équipées : Lohegaon Airport (Pune), Chikkalthana Airport (Aéroport d'Aurangabad), Dr. Ambedkar International Airport (Nagpur), Kolhapur Airport, Sholapur Airport.

### Transport maritime

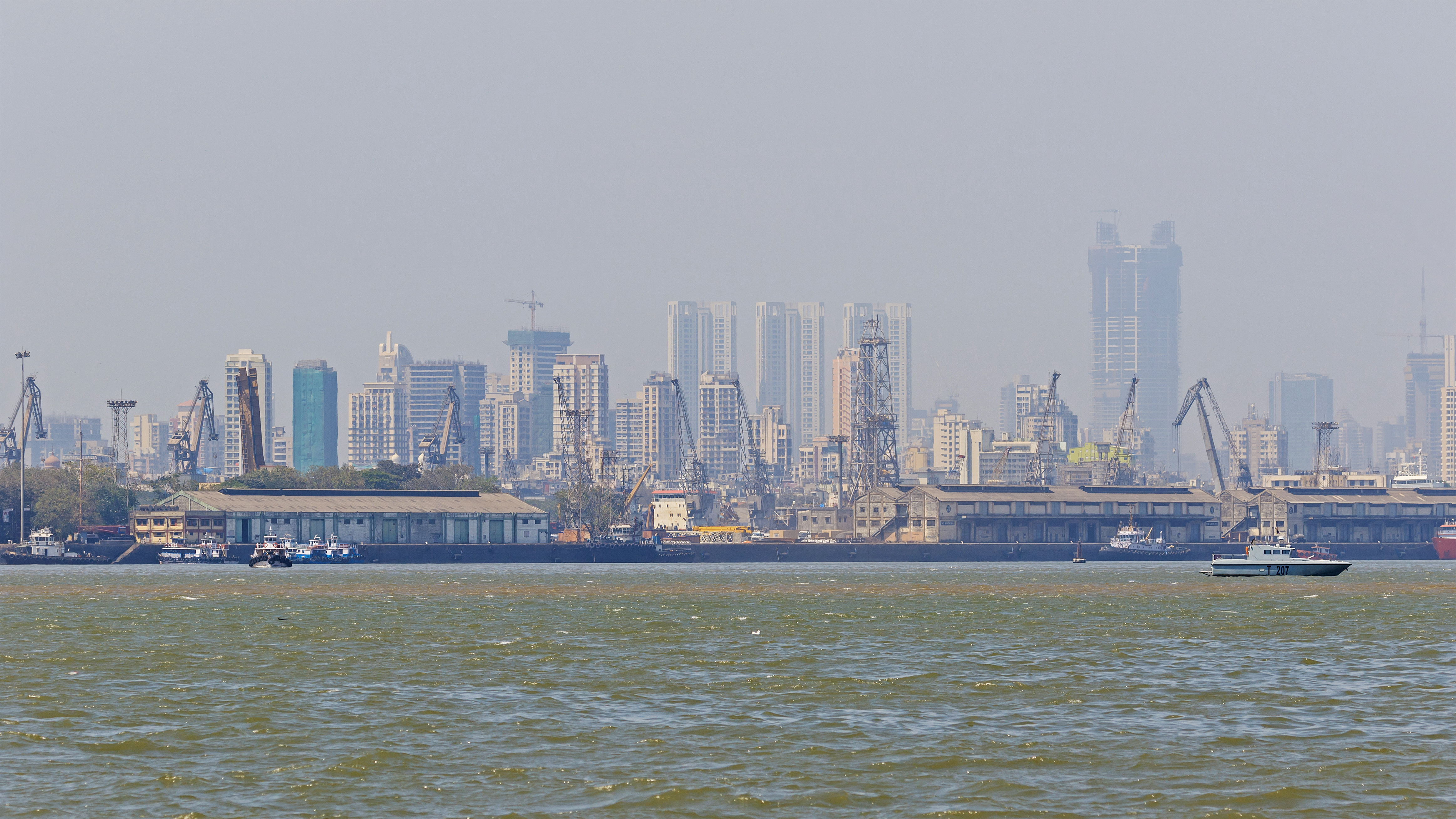
Le port de Bombay

Le Maharashtra a deux ports principaux, le Mumbai Port Trust (MbPT), le  Jawaharlal Nehru Port Trust (JNPT). Entre avril 2010 et janvier 2011, les ports MbPT et JNPT ont eu respectivement un trafic de 45.58 millions de tonnes et de 43.49 millions de tonnes.
Le Maharashtra a aussi 53 ports de taille secondaire:
- Manori
- Kalyan
- Thane
- Versova
- Bandra
- Trombay
- Ulwa-Belapur
- Panvel
- Mora
- Mandwa
- Karaja
- Thal
- Rewas
- Bankot
- Kelshi
- Sriwardhan
- Dharamtar
- Kumbharu
- Harnai
- Dabhol
- Palshet
- Borya
- Jaigad
- Tiwri-Varoda
- Purnagad
- Jaitapur
- Vijaydurg
- Deogad
- Achara
- Malvan
- Niwti
- Vengurla
- Redi
- Kiranpani
- Ratnagiri
- Dighi
- Dahanu
- Tarapur
- Nawapur
- Satpati
- Kelwa-Mahim
- Arnala
- Datiware
- Uttan
- Bassein
- Bhiwandi
- Alibag
- Revdanda
- Borli / Mandla
- Nandgaon
- Murud-Janjira
- Rajpuri
- Mandad

### Transport ferroviaire

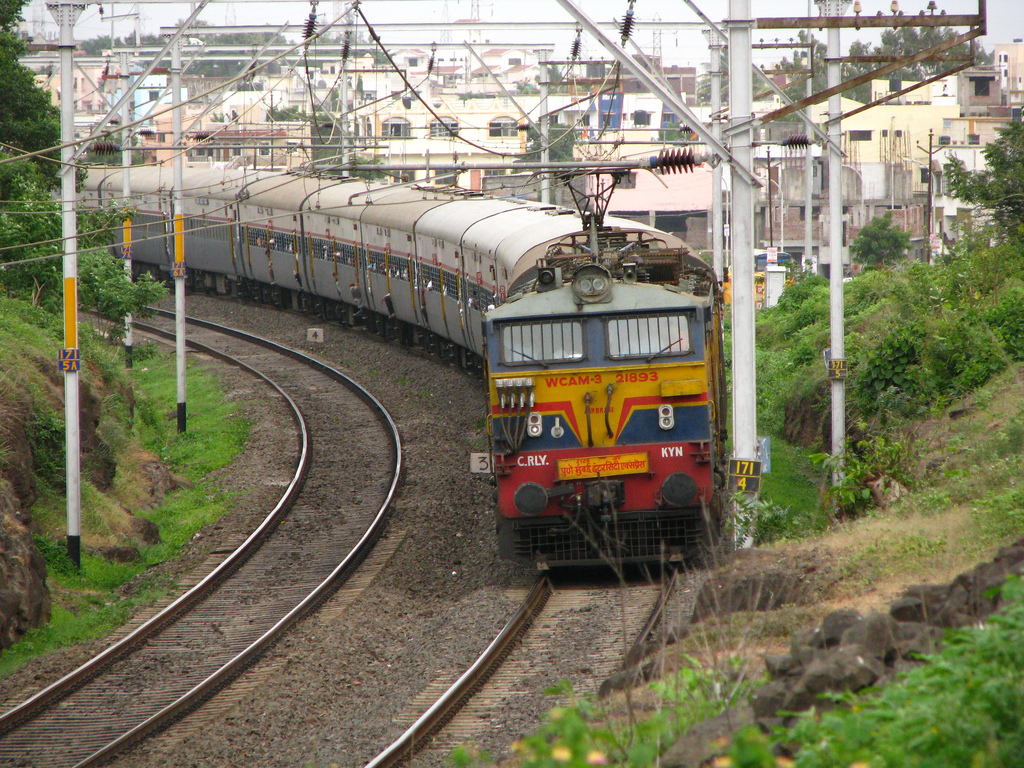
Un train près de Pune

L'état est relié aux autres états du pays par un réseau d'une étendue de 5 983 km géré par quatre sociétés de chemin de fer :
- la Central Railway,
- la Western Railway qui appartiennent toutes deux aux Indian Railways,
- La division de Nanded de la South Central Railway,
- la Konkan Railway.

Le Maharashtra a aussi un réseau de transports ferroviaire urbain qui transporte quotidiennement environ 6,4 millions de passagers.
La Mumbai Metropolitan Region Development Authority (MMRDA) a lancé des projets de développement d'un métro à Bombay.

### Transport routier

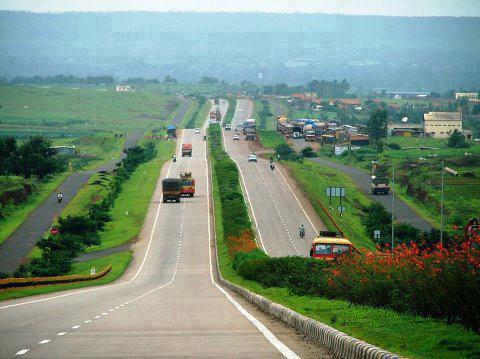
La Nashik Mumbai (NH3).

Avec 267 452 km de routes, le Maharashtra possède le plus grand réseau routier de l'Inde. Le Maharashtra est relié par 17 routes nationales à ses six états voisins. La longueur totale de routes nationales au Maharashtra est de 3 688 km en 2000 et de 4 191 km en 2011.
Le Maharashtra possède le plus grand réseau de routes d'état de toute l'Inde.
En mars 2010, 97,5 % des villages sont reliés par la route. L'autoroute Bombay–Pune, la première autoroute à péage d'Inde est opérationnelle depuis avril 2002.

## Éducation
Le taux d'alphabétisation est de 82,34 % en 2011.

### Enseignement supérieur
Le Maharashtra a de nombreuses institutions d'enseignement supérieur: 301 collèges, 616 instituts de formation industrielle et 24 universités,.
Le Maharashtra héberge de nombreuses institutions :
- le Centre for Development of Advanced Computing (C-DAC)
- l'Indian Institute of Technology de Bombay
- le Visvesvaraya National Institute of Technology, Nagpur (VNIT)
- le Veermata Jijabai Technological Institute (VJTI), le Sardar Patel College of Engineering
- l'University Department of Chemical Technology
- l'Army Institute of Technology Pune (AIT)
- le Collège d'ingénierie de Pune (COEP)
- le Vishwakarma Institute of Technology (VIT, Pune)
- la National Academy of Direct Taxes de Nagpur
- le Fergusson College de Pune
- le National Power Training Institute de Nagpur
- le Mahatma Gandhi Institute of Medical Sciences de Wardha
- le Government College of Engineering Aurangabad
- l'Institute of Management Technology (IMT) Nagpur
- le Government College of Engineering Amravati
- le Shri Ramdeobaba College of Engineering and Management de Nagpur
- le Government Dental College and Hospital de Nagpur
- le Government Medical College de Nagpur
- le Government College of Engineering Karad
- le Walchand College of Engineering, Sangli (WCES)
- le Shri Guru Gobind Singhji Institute of Engineering and Technology Nanded (SGGSIE&T)
- le Laxminarayan Institute of Technology (LIT)de Nagpur
- le Topiwala National Medical College & BYL Nair Charitable Hospital and top management institutions[17].

L'Université de Mumbai, est l'une des plus grandes au monde en nombre de diplômés.
L'Indian Institute of Technology de Bombay,
le Veermata Jijabai Technological Institute (VJTI) 
et l'University Institute of Chemical Technology (UICT) ainsi que la SNDT Women's University sont d'autres universités autonomes des Mumbai.

## Culture

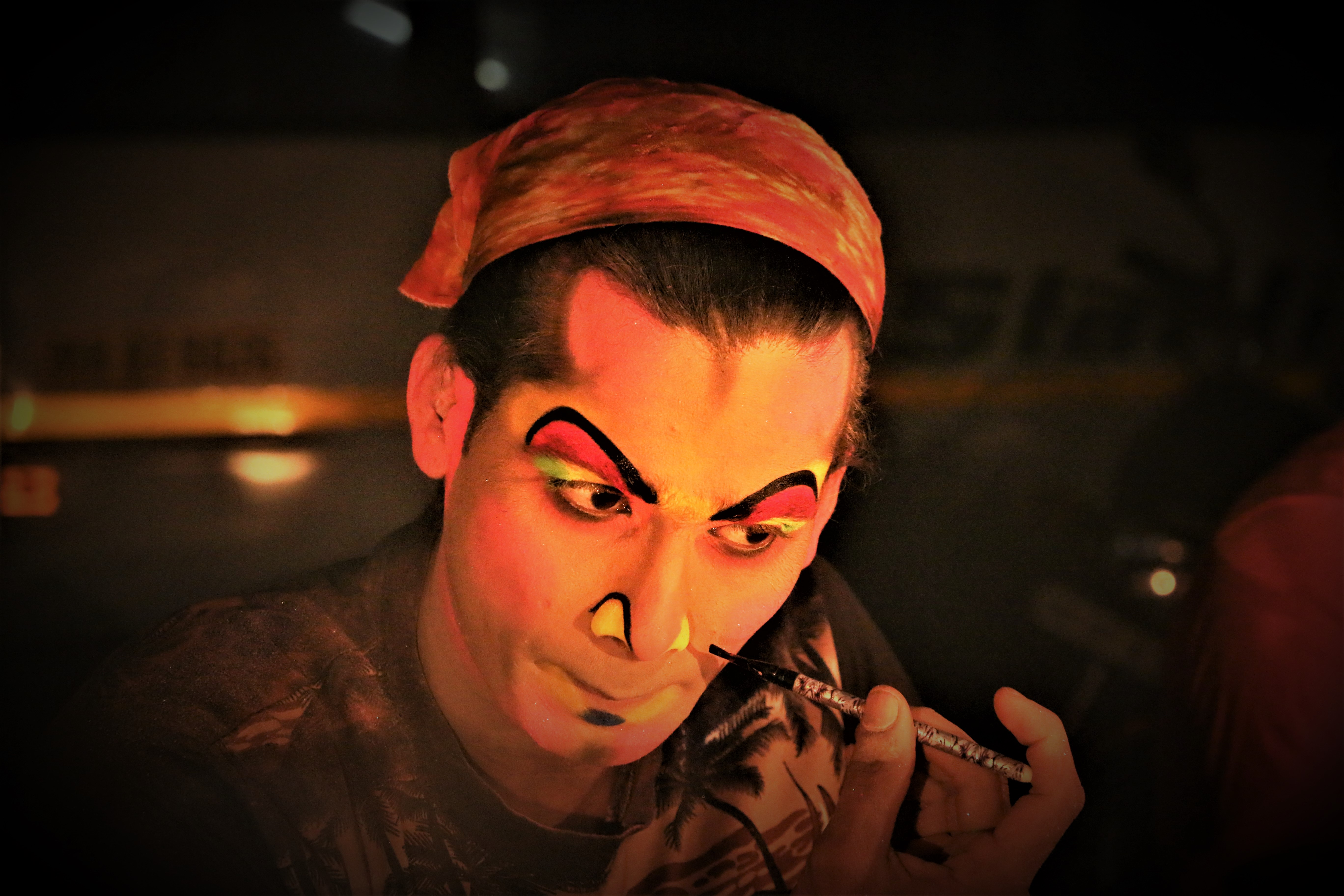
Artiste de théatre en Marathi (langue) se maquillant. Il prépare une représentation de théatre Dashavatara sur la Côte de Konkan, dans le Maharashtra. Cette tradition théâtrale est née vers le et trouve ses racines dans le théatre Yakshagana. Février 2019.

### Langues
Le marathi est la langue officielle du Maharashtra.
Selon le recensement de 2001, le marathi est la langue natale de 68,89 % de la population. L'anglais n'a environ que 15 000 locuteurs en langue maternelle, mais environ 7 millions de personnes au Maharashtra parlent anglais en seconde langue.
Les autres langues natales parlées par plus de 1 % de la population sont:
| Langue         | Pourcentage au Maharashtra |
| -------------- | -------------------------- |
| Marathi        | 68,89                      |
| Hindi          | 11,50                      |
| Ourdou         | 7,13                       |
| Gujarati       | 2,39                       |
| Télougou       | 1,45                       |
| Kannada        | 1,3                        |
| Autres langues | 4,6                        |

### Festivals

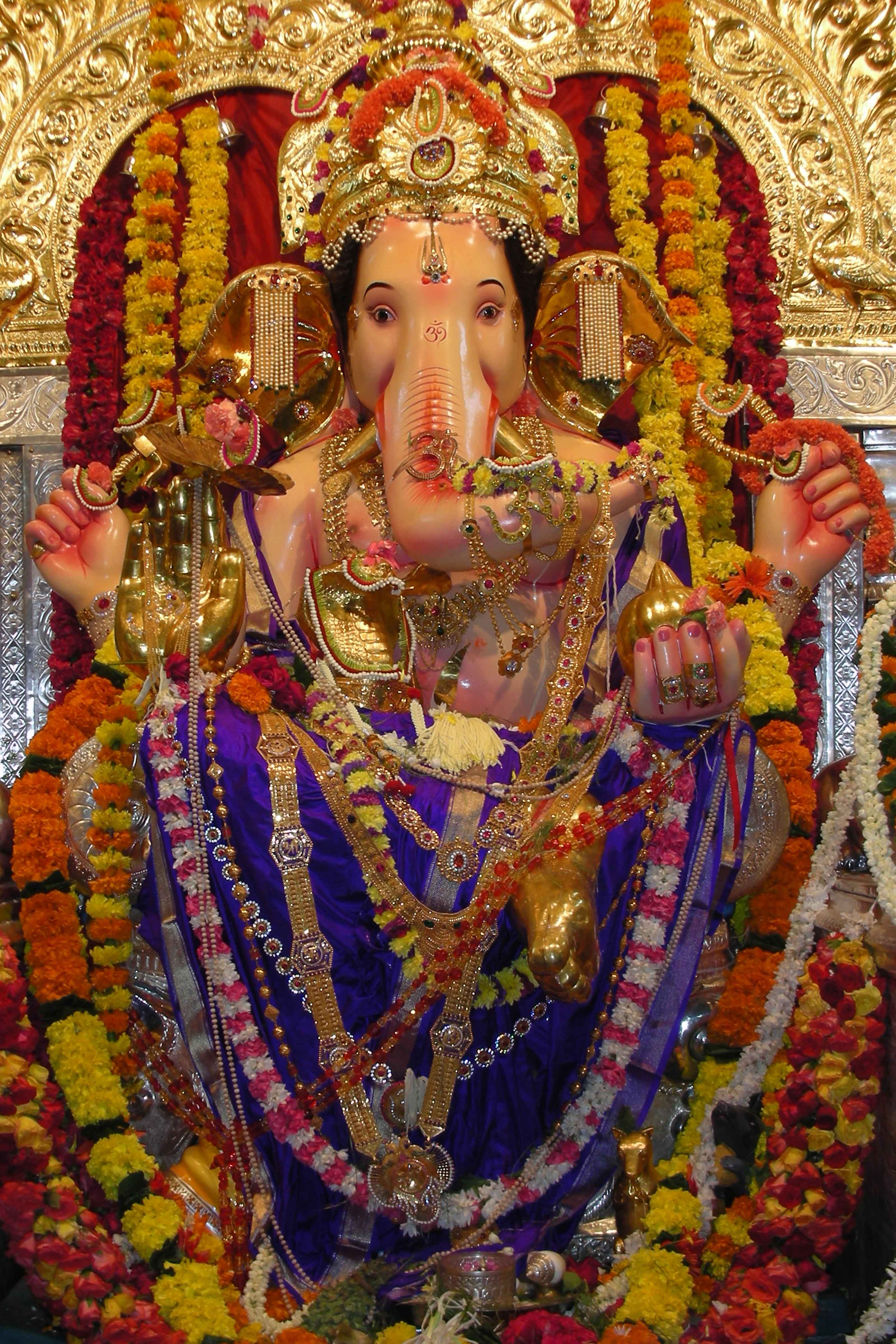
Ganesha représentée lors de Ganesh Chaturthi

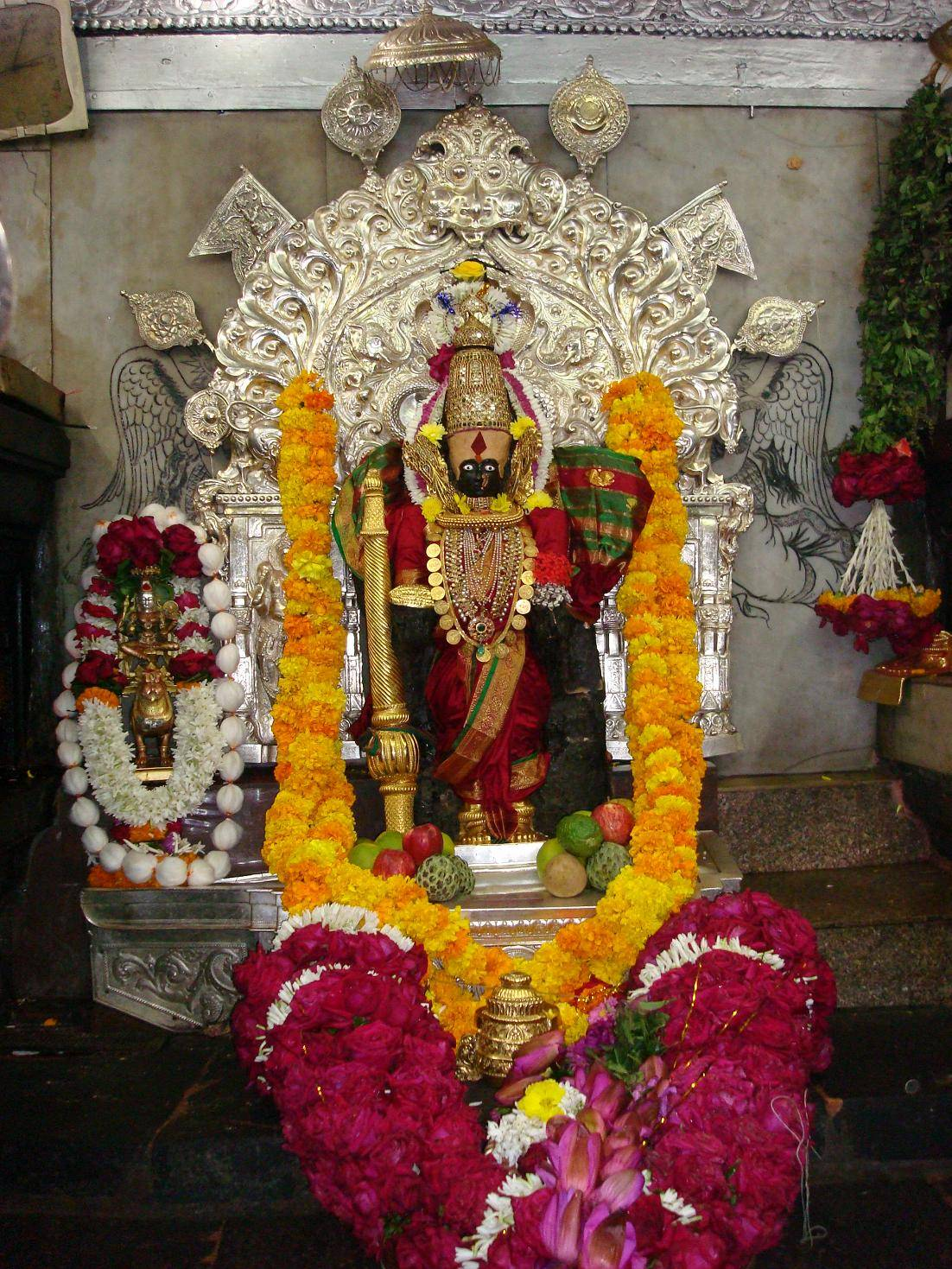
Déesse hindoue Mahalakshmi dans le temple de Mahalakshmi à Kolhapur

Le festival Aashadi Ekadashi est l'un des plus importants du Maharashtra. En août-septembre, Ganesh Chaturthi célèbre la dévotion à Ganesha. Les festivals Maha Shivaratri et Elephant Festival célèbrent la dévotion à Shiva. Le Gokul Ashtami (ou Krishna Janmashtami) célèbre Krishna. Le même jour, on célèbre aussi le Dahi-Handi. La dévotion à Krishna est aussi célébrée lors du Kaartik Aamawasya (ou Diwali) et du Narak Chaturdashi. Parmi les autres festivals célébrés à grande échelle, on retrouve Vijayadashami ou Dussehra, Navaratri, Holi, Diwali, Aïd al-Fitr.

## Religion
Selon le recensement de 2001 la répartition des religions est la suivante:
| Religion         | Adeptes (recensement 2001)) |
| ---------------- | --------------------------- |
| Hindouisme       | 77 859 385                  |
| Islam            | 10 270 485                  |
| Christianisme    | 1 058 313                   |
| Sikhisme         | 215 337                     |
| Bouddhisme       | 5 838 710                   |
| Jainisme         | 1 301 843                   |
| Autres religions | 236 841                     |
| Total            | 96 878 627                  |

## Tourisme
- Peintures murales des grottes d'Ajantâ, classées au patrimoine mondial de l'humanité.
- Grottes d'Ellorâ
- Aurangabad, la manufacture de Paithani qui produit des himroo, châles brodés en fil d'argent.
- Baga, ses plages.
- Bombay, la capitale.
- Fort de Daulatabad, palais-cité construit en 1187
- Calagute, ses plages.
- Deccan Odyssey, train de prestige du type de l'Orient Express.
- Ganpatipule, son temple de Ganesh et ses immenses plages.
- Kolhapur, cité fortifiée, temple de Mahalakshmi, palais-musée toujours habité par la famille princière.
- Nasik sur la rivière sacrée Godavari
- Pune, fief de la haute technologie, musée Raja Dinkar Kelkar et ses miniatures.
- Ratnagiri, ses vergers de manguiers, de papayers et ses jardins d'épices.
- Île de Sindhudurg.

## Galerie de photographies

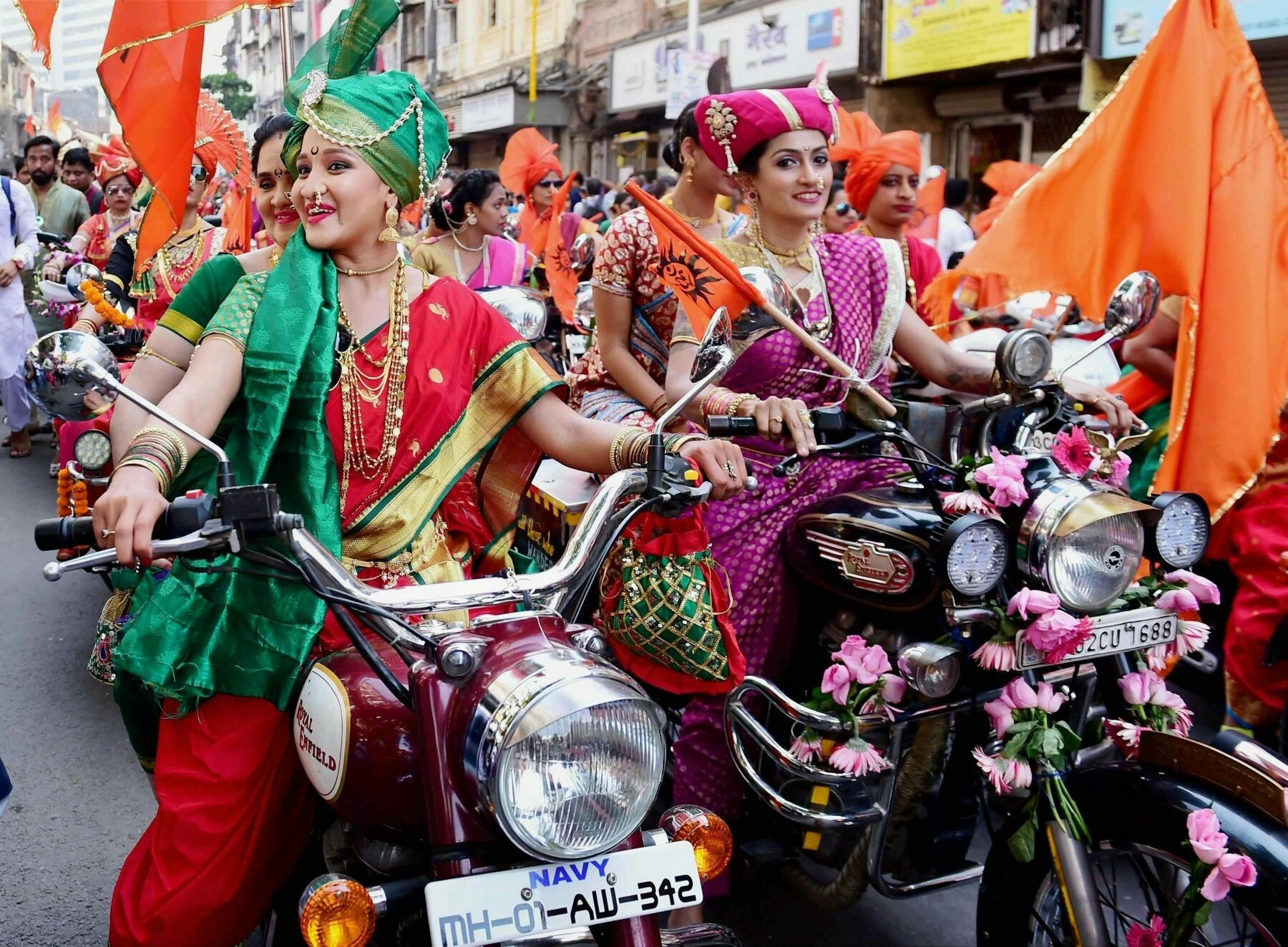
Femmes à motocyclettes, vêtues de kasta ou nauvari (sari marathe) et coiffées de pagdi (turban), durant un défilé de Gudi Padwa, le nouvel an marathe.
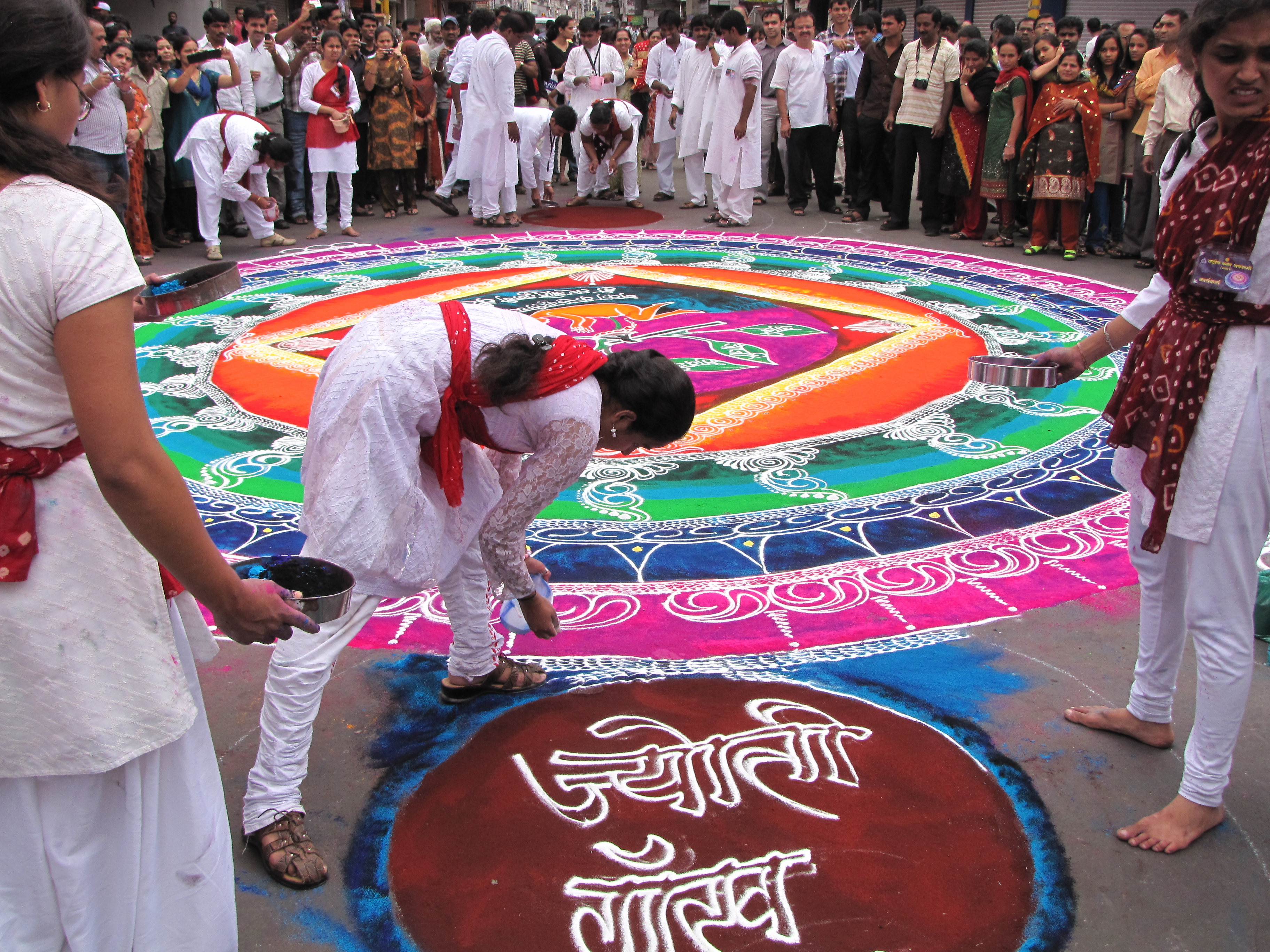
Le Rangoli, le nom marathe pour mandala, est un dessin auspicieux réalisé ici pour les célébrations de Ganesh Chaturthi.
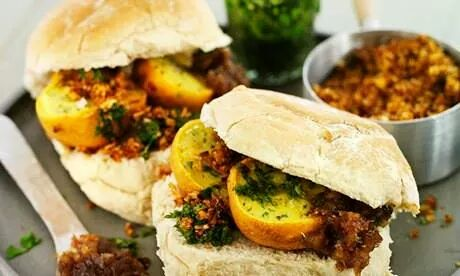
Le Vada Pav (Paõ) est un sandwich originaire et emblématique de l'État. Il témoigne de l'influence portugaise dans la région, particulièrement sur la côte.
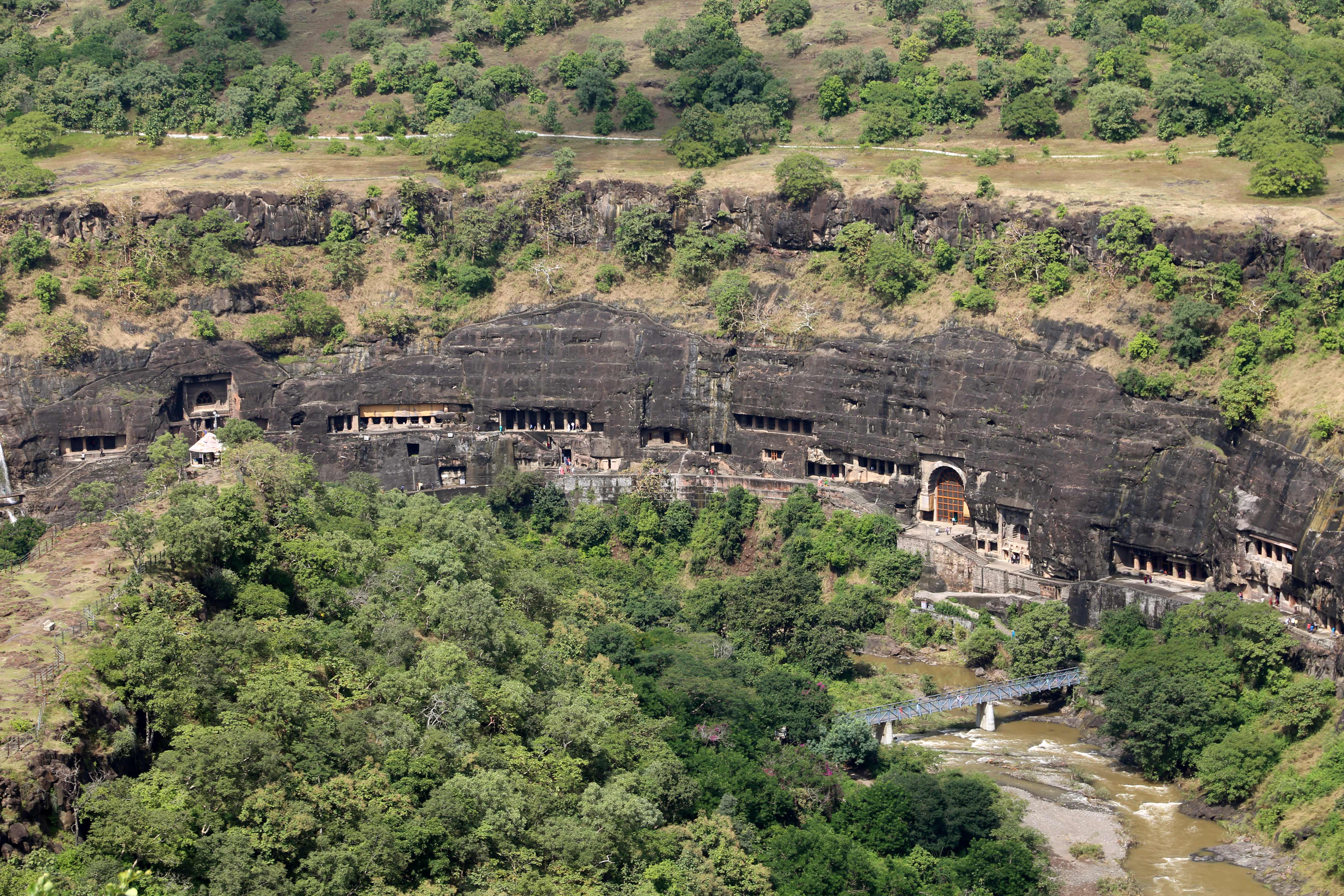
Les grottes artificielles d'Ajanta, classées au patrimoine mondial, sont une réalisation majeure de l'art indien, et ont fortement influées à l'échelle de l'Asie.
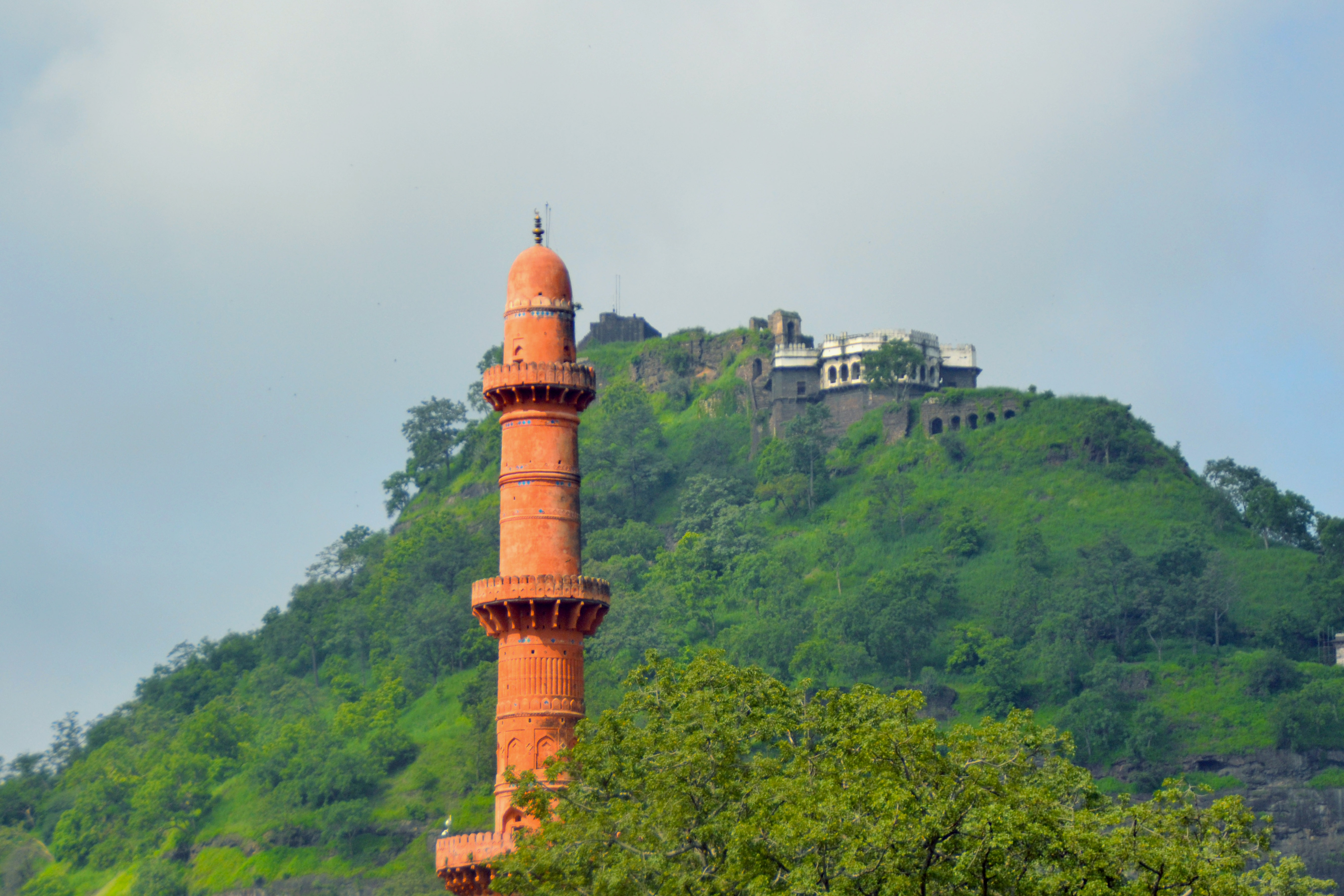
Vue sur le Chand Minar et la ville-haute de Devagiri-Daulatabad. Une des places fortes majeures de l'Inde, notamment ancienne capitale du sultanat de Delhi.
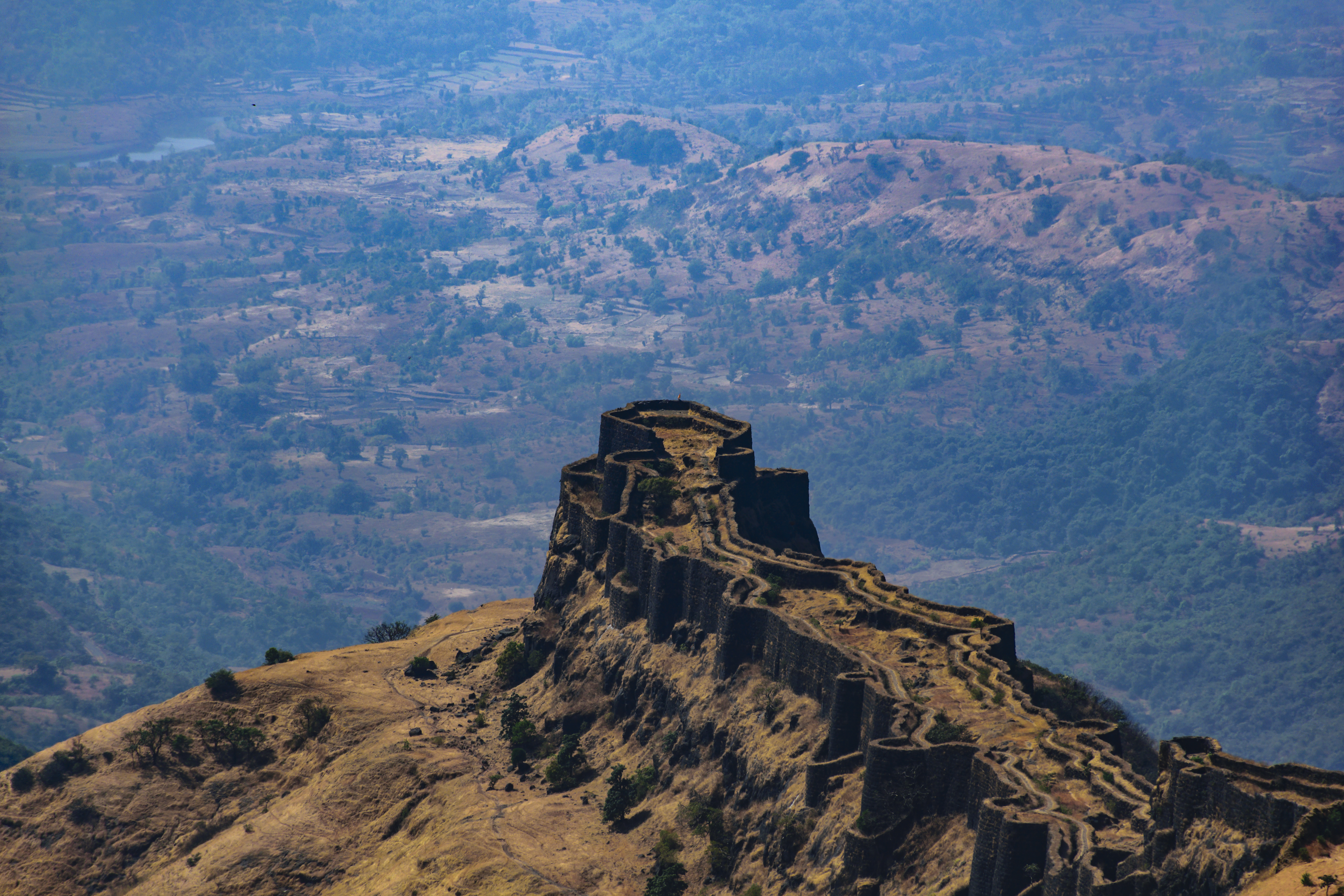
Tour de garde du fort de Raigad, dans les Ghâts. Elle fut la capitale de l'Empire marathe, alors naissant, durant le règne de Shivaji.
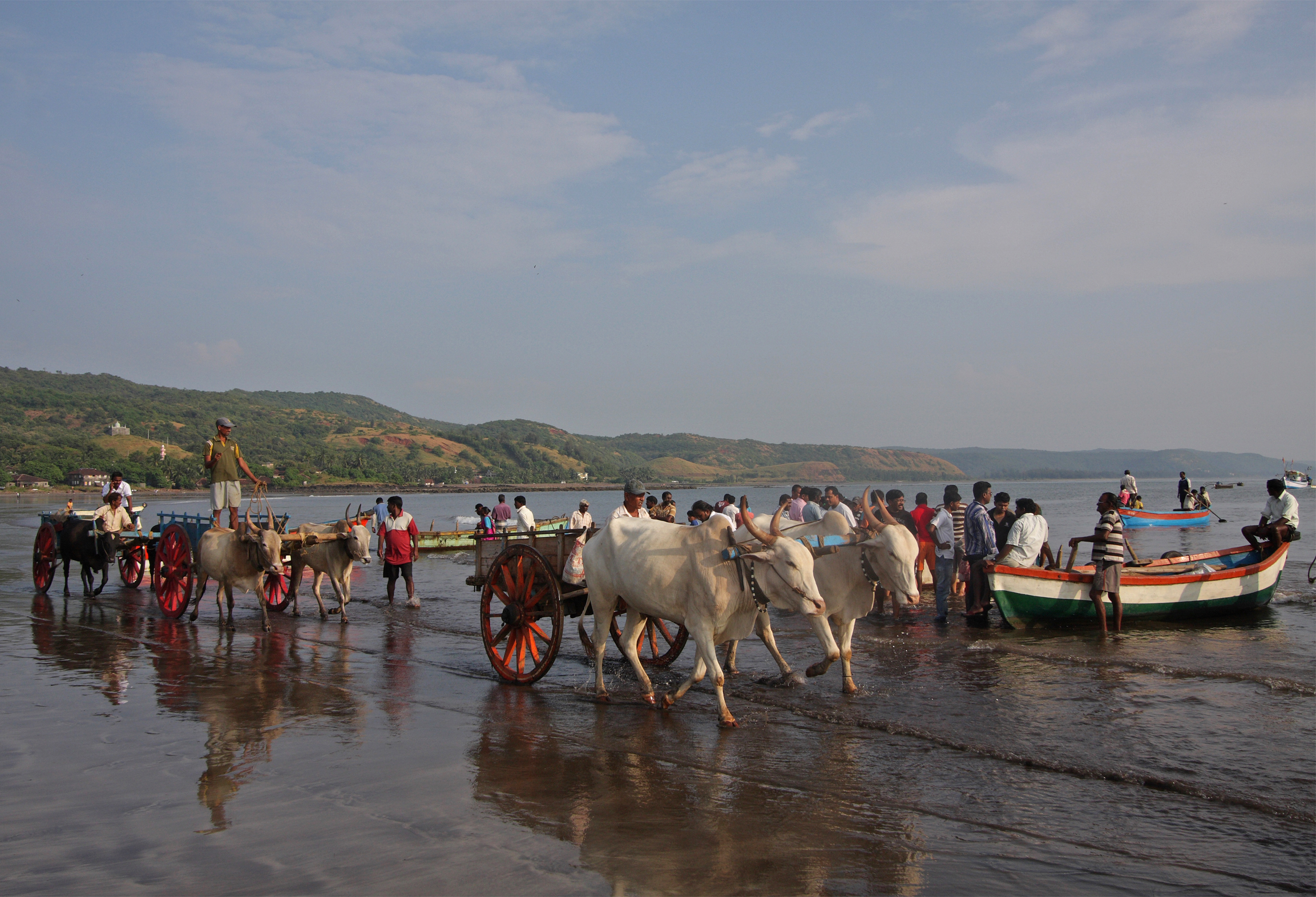
Chariots à bœufs sur la plage de Harnai, employés pour décharger le poisson. La pêche constitue l'activité principale des populations sur le littoral.
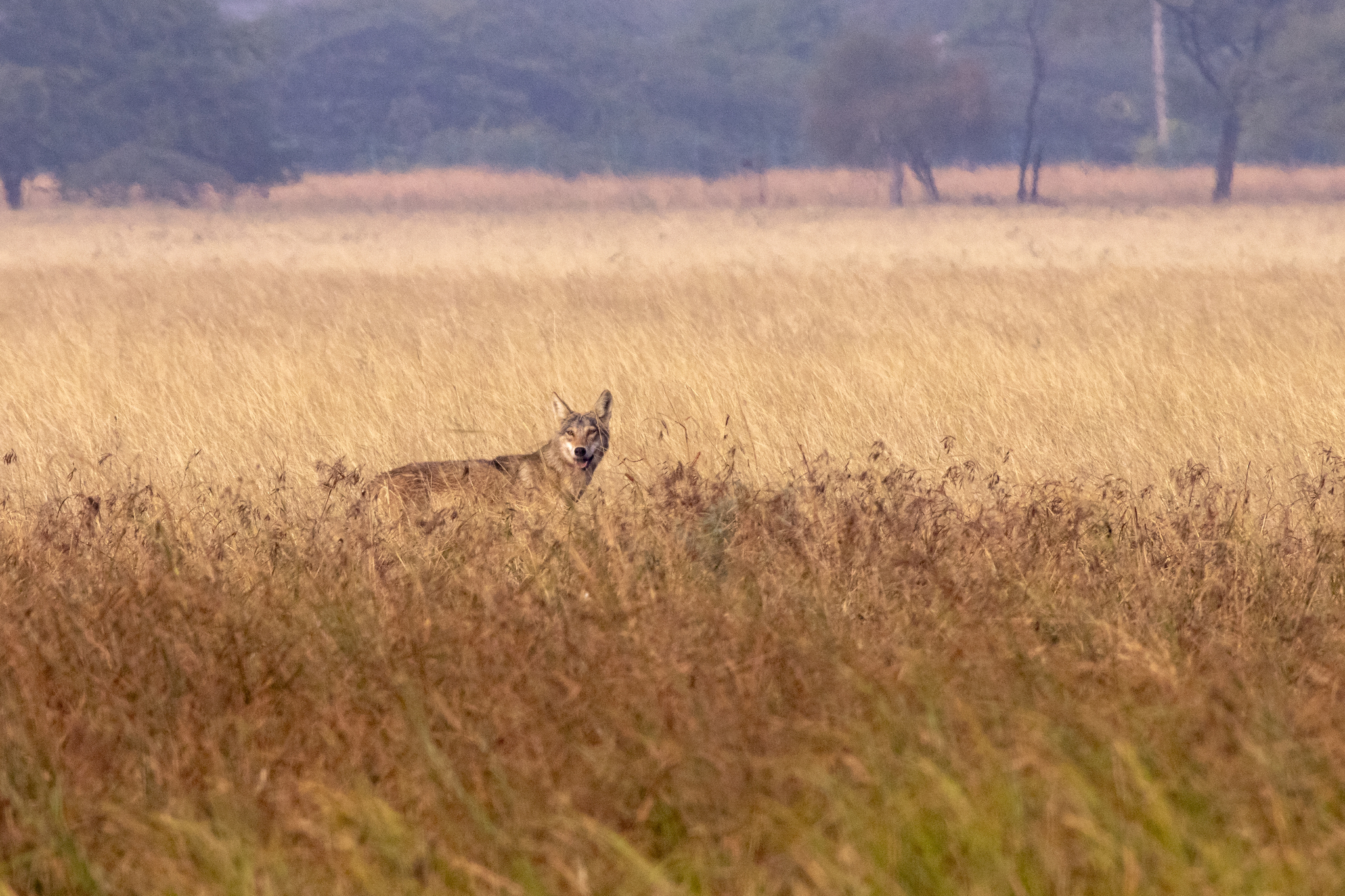
Un loup gris indien dans une prairie au Maharashtra. Une espèce et un milieu typiques du Deccan, gravement menacés.
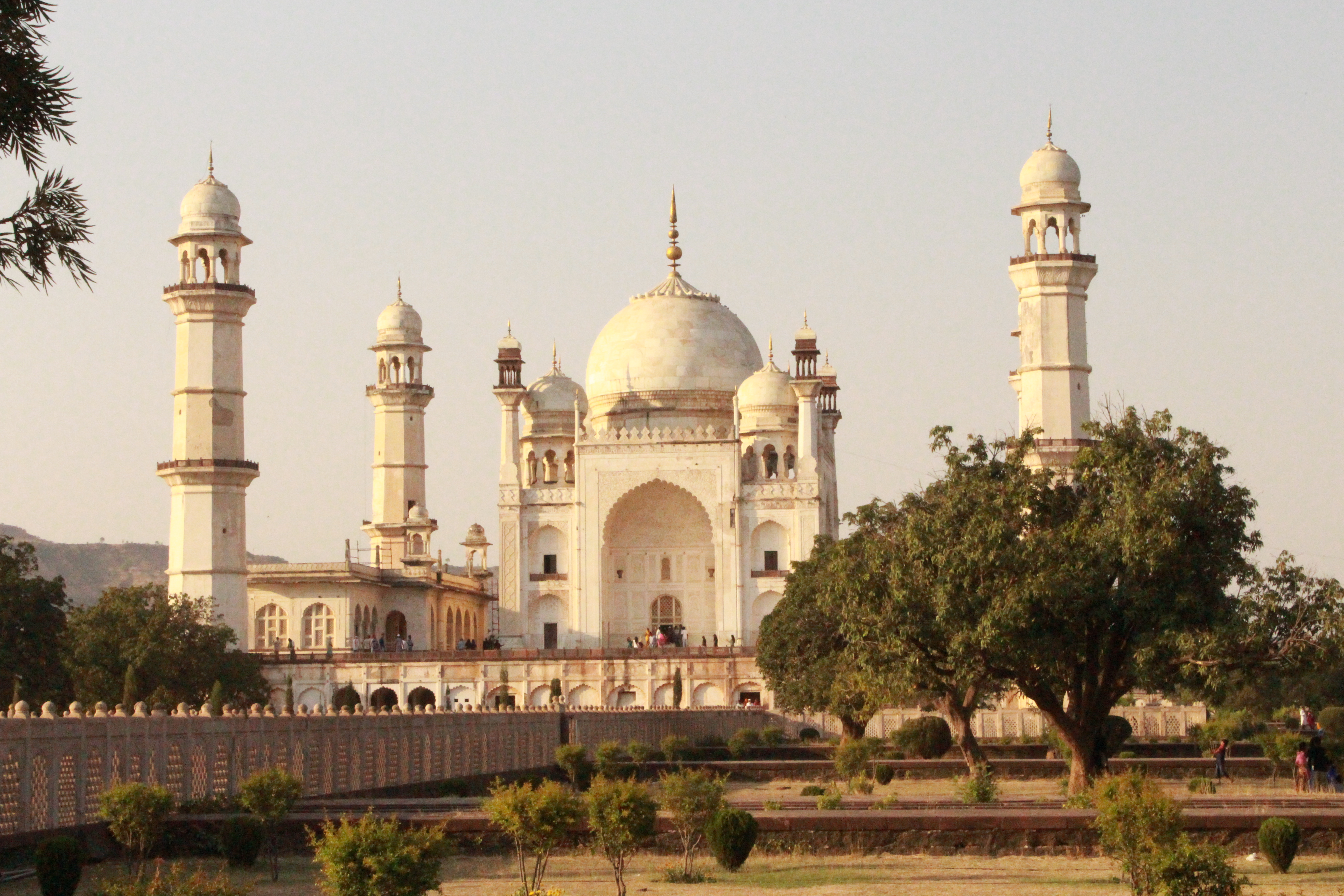
Aurangabad, capitale moghole au Deccan, est connue pour son Bibi-Ka-Maqbara, une ancienne réplique du célèbre Taj Mahal.
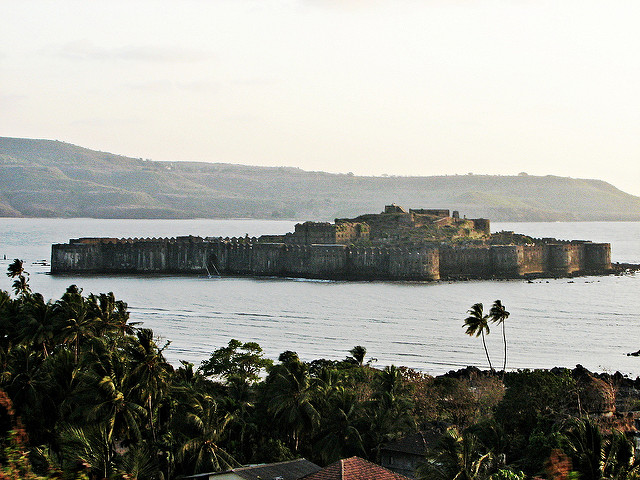
La citadelle de Janjira, bâtie sur la mer, est un des lieux de pouvoir de la principauté de Murud-Janjira, un État fondé par des Siddis.
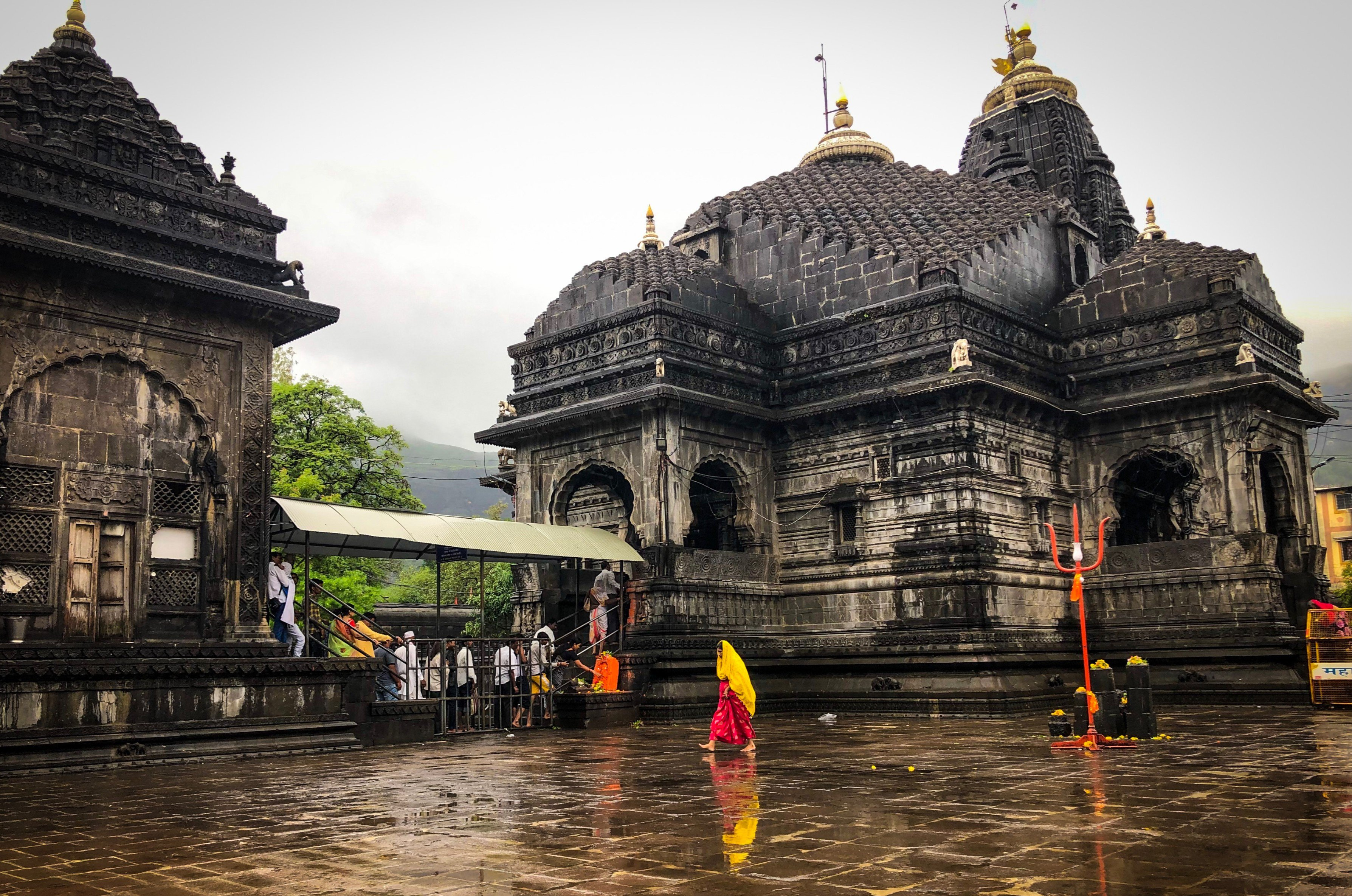
Le temple shivaïte de Triyambakeshvar près de Nashik, un des douze jyotirlinga. Il fut notamment associé au diamant Nassak.
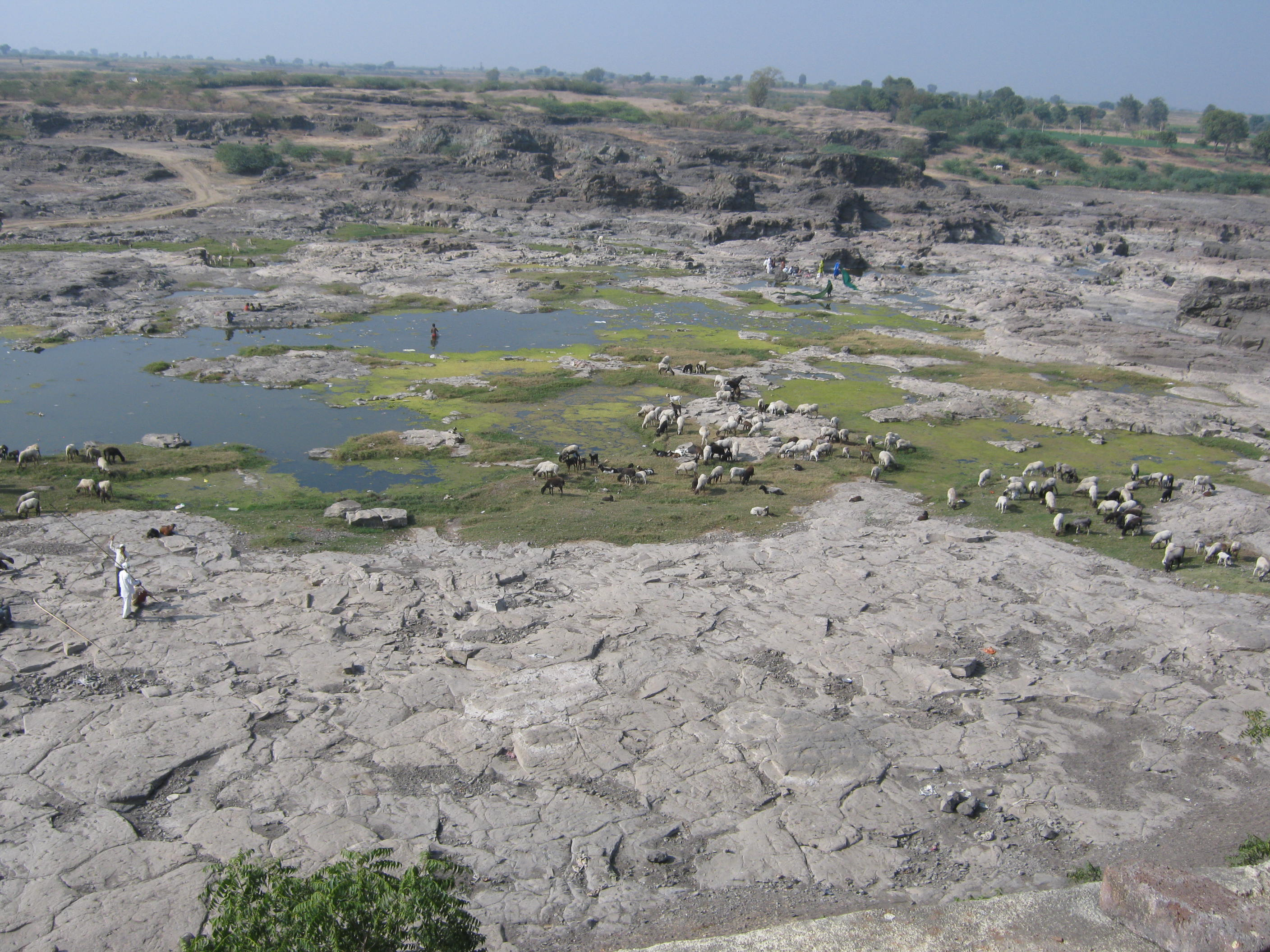
Des bergers sur le cour asséché de la Godavari. Deux des grands fleuves de l'Inde méridionale prennent leur source au Maharashtra.
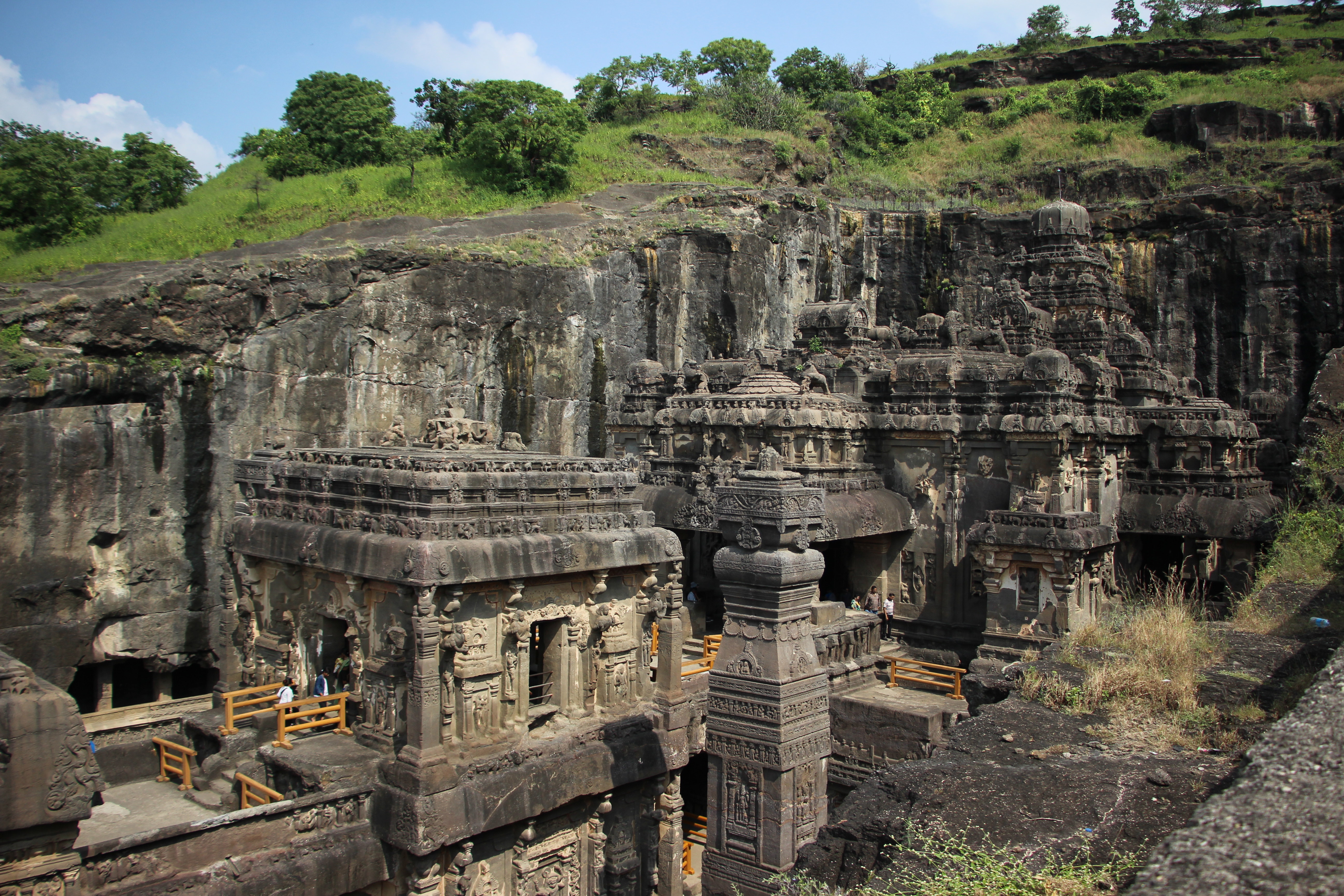
Le temple de Kailasanatha à Ellora, chef-d'œuvre majeur de l'architecture troglodytique, classé au patrimoine mondial.
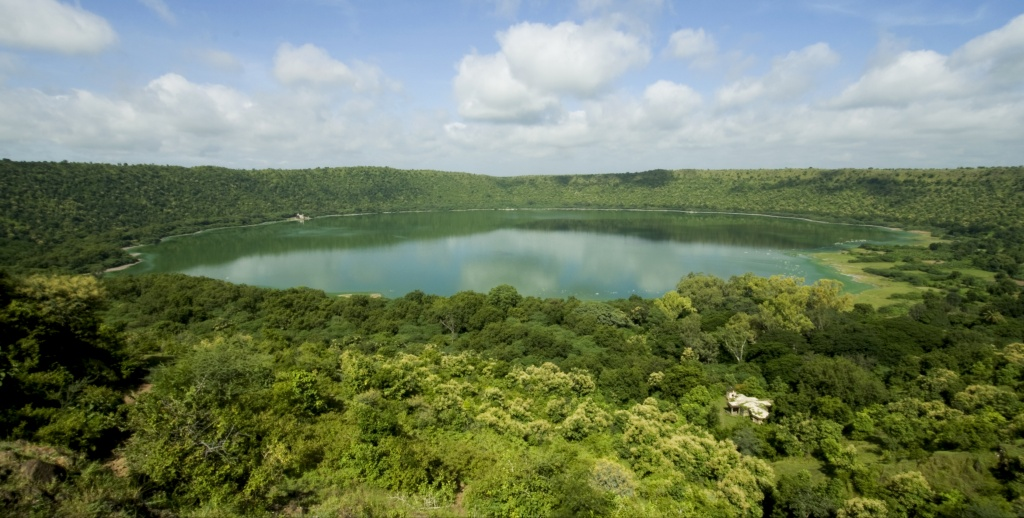
Le cratère de Lonar, dans le district de Buldana.
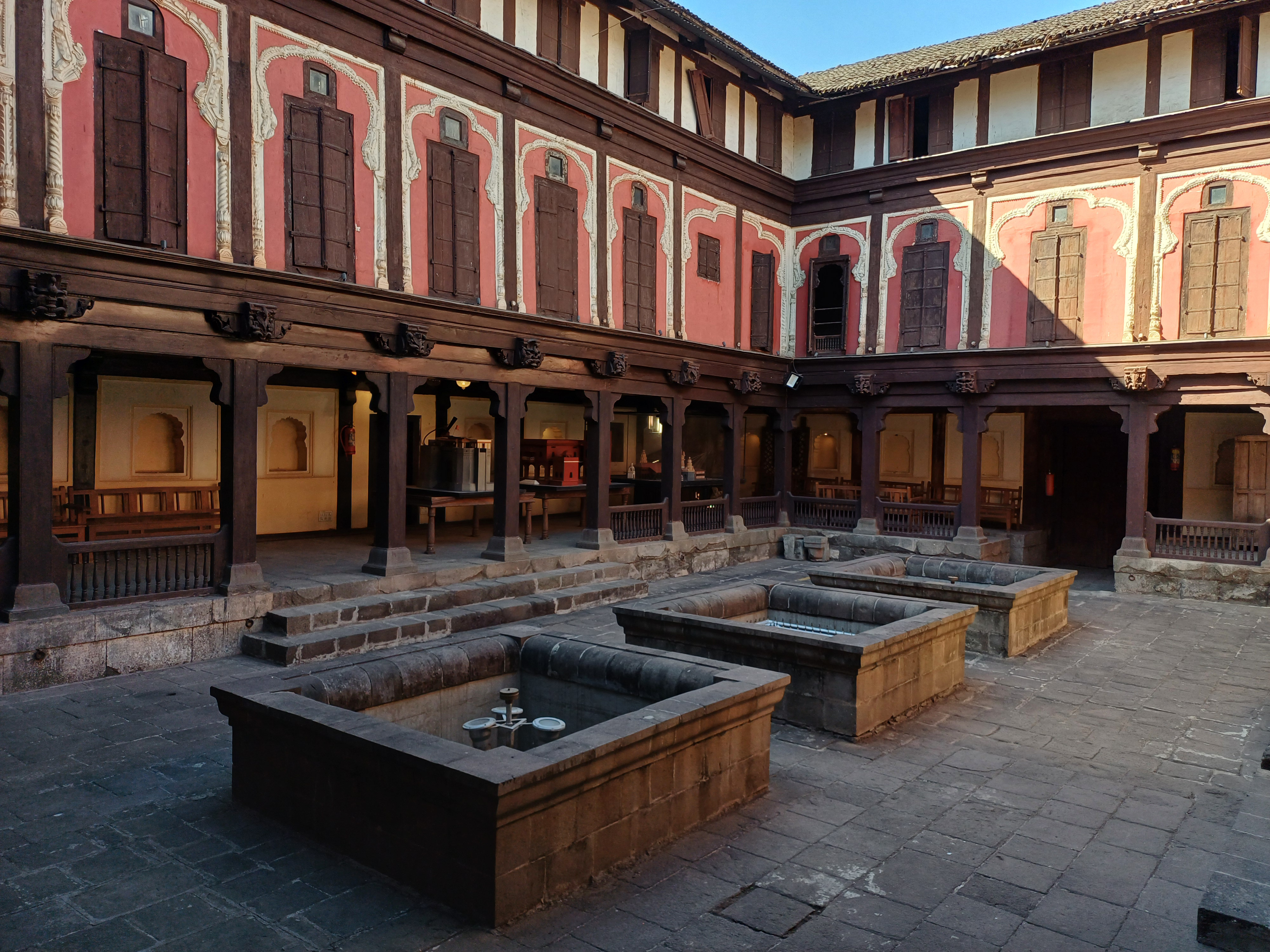
Le Vishrambaug Wada à Pune, une résidence d'été des Peshwas. C'est un exemple préservé de l'architecture palatiale et vernaculaire marathe.
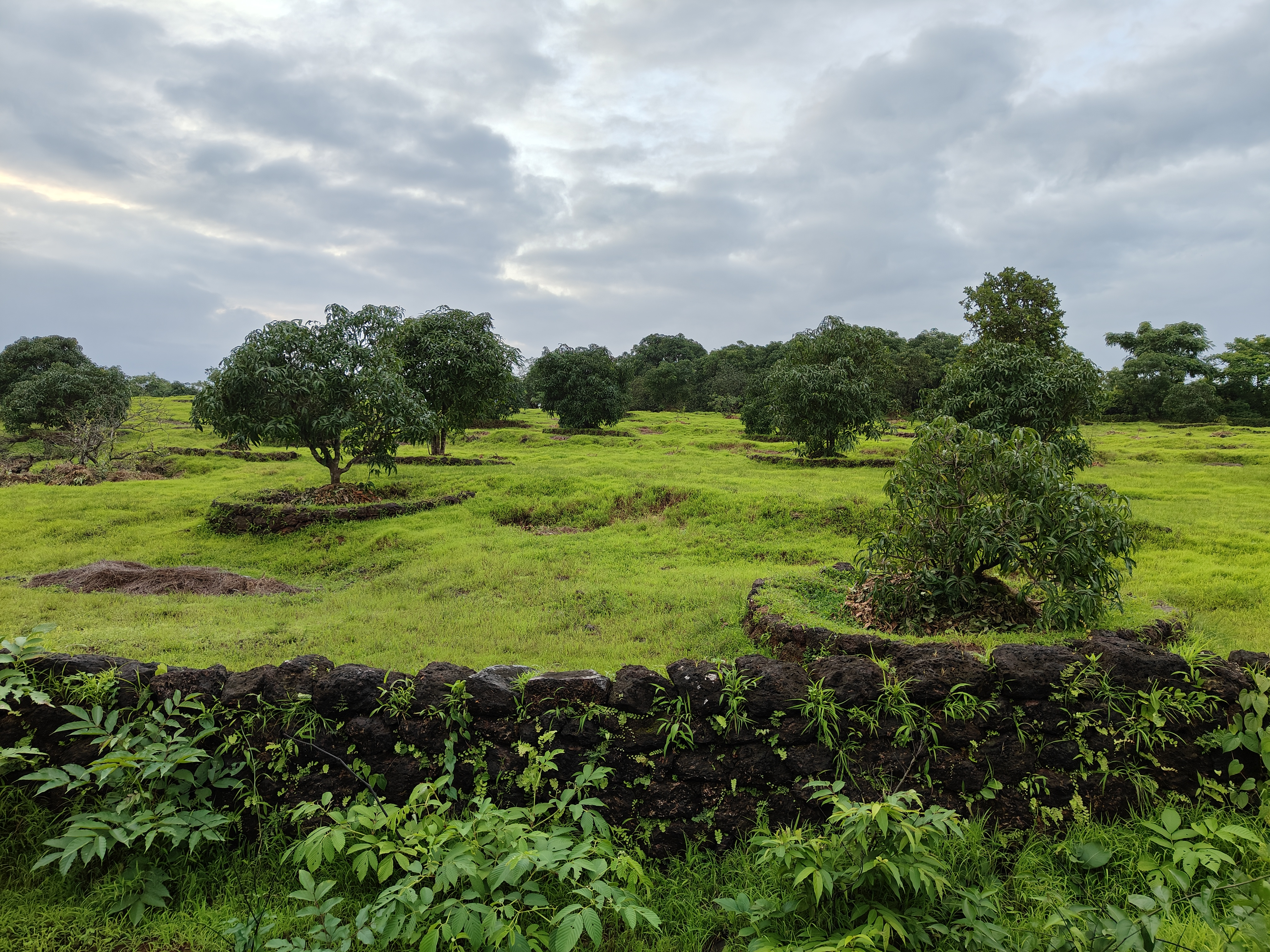
Un verger de manguiers du village de Devi Hasol, sur un plateau latéritique du Konkan. Le district de Ratnagiri forme un terroir célèbre pour ses mangues Alphonso.
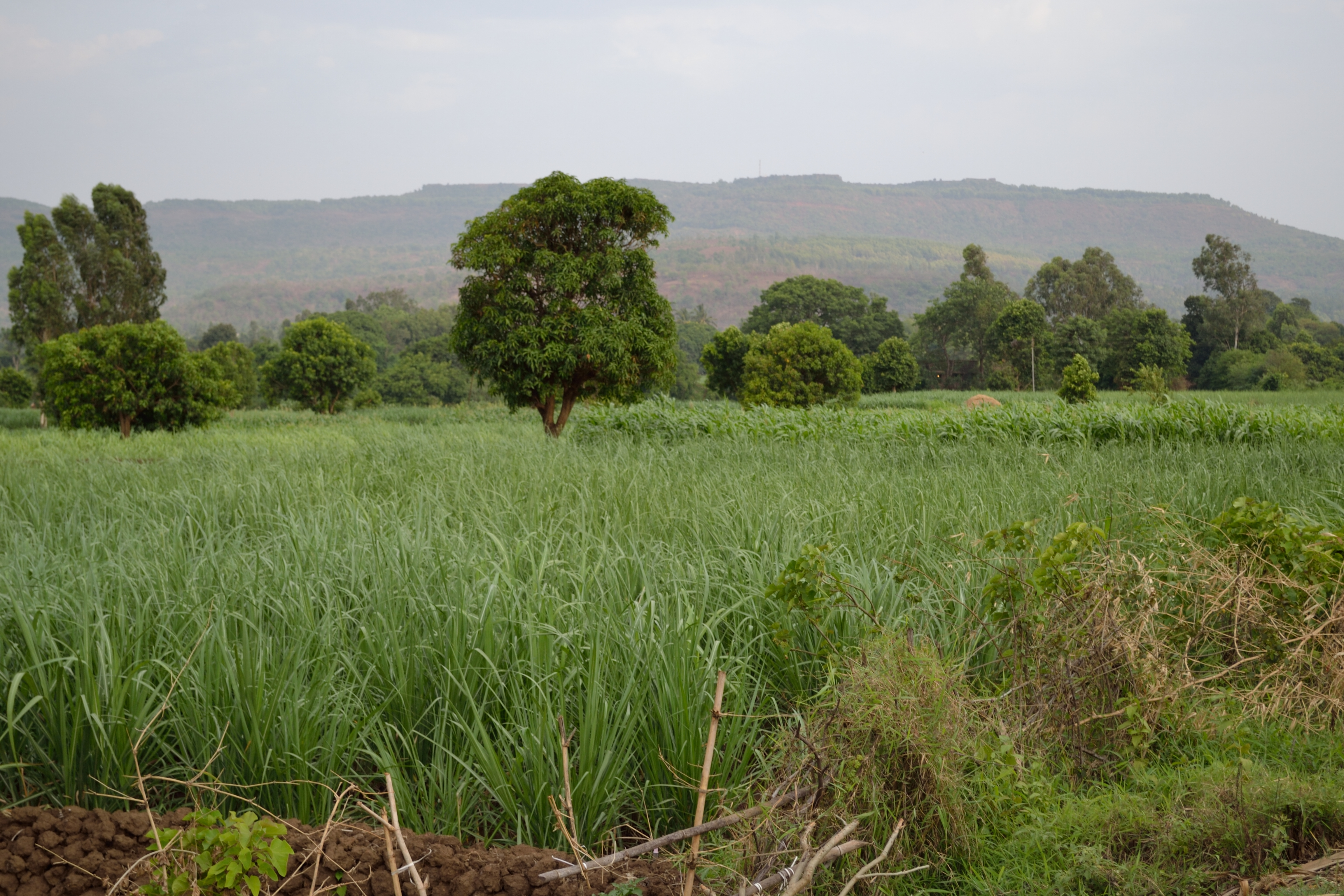
Champ de canne à sucre du village de Chafawade, dans le district de Kolhapur, au pied des Ghats. Le Maharashtra est l'État producteur sucrier le plus important d'Inde.
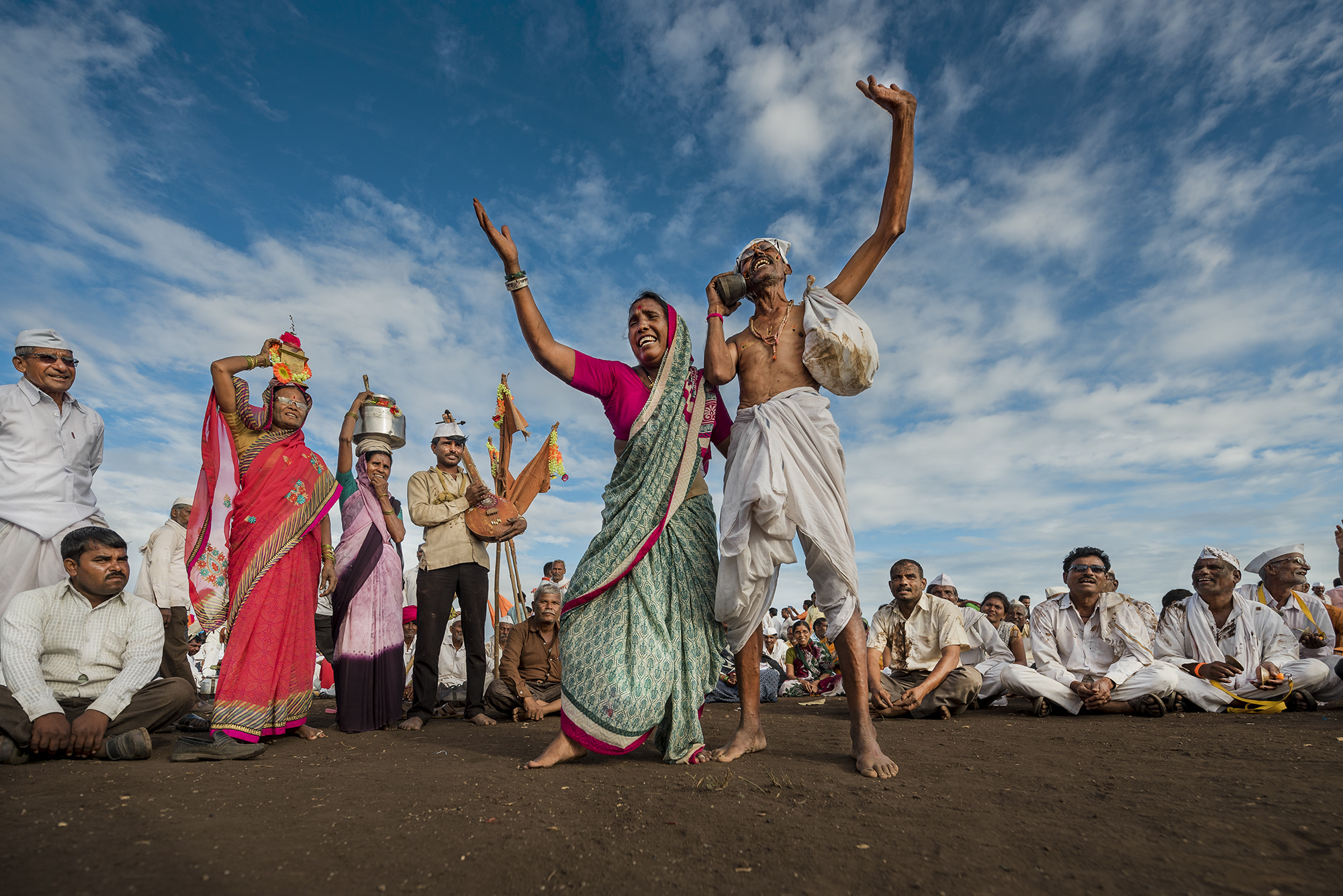
Un couple déclamant un bharud, une forme poétique marathe, durant le Pandharpur Wari, un des grands pèlerinages majeurs au Maharashtra et au Deccan.